# Irlande au Concours Eurovision de la chanson
L’Irlande participe au Concours Eurovision de la chanson, depuis sa dixième édition, en 1965, et l'a remporté à sept reprises, en 1970, 1980, 1987, 1992, 1993, 1994 et 1996. Le pays détient le record du plus grand nombre de victoires au concours avec la Suède.

## Participation
Le pays participe donc depuis 1965 et a manqué deux éditions du concours : en 1983 et 2002. En 1983, l’Irlande se retira, à la suite de problèmes financiers rencontrés par la télévision publique irlandaise. En 2002, le pays fut relégué, à la suite des résultats obtenus l’année précédente.
Depuis l'instauration des demi-finales, en 2004, l’Irlande a manqué onze finales du concours, en 2005, 2008, 2009, 2014, 2015, 2016, 2017, 2019, 2021, 2022 et 2023.

## Résultats
L'Irlande a remporté le concours à sept reprises. Un record inégalé entre la dernière victoire irlandaise en 1996 et la victoire de Loreen pour la Suède en 2023.
La première fois, en 1970, avec la chanson All Kinds of Everything, interprétée par Dana. Ce fut la seule et unique fois dans le cadre de ce système de vote qu'un jury attribua neuf votes à une seule chanson. Il s'agit du jury belge, dont neuf membres votèrent en faveur de la chanson irlandaise. À son retour à l’aéroport de Dublin, Dana fut ovationnée par une foule d’admirateurs venus l’accueillir. Pour les remercier, elle chanta  All Kinds of Everything depuis la passerelle de l’avion qui l’avait ramenée. La chanson remporta par la suite un très grand succès commercial partout en Europe.
La deuxième fois, en 1980, avec la chanson What’s Another Year, interprétée par Johnny Logan. La chanson gagnante connut également par la suite un grand succès commercial, devenant numéro un des ventes au Royaume-Uni. Dans la foulée de sa victoire, Johnny Logan, qui était alors citoyen australien, reçut la nationalité irlandaise. Cette victoire signifiait énormément pour lui. Il la voyait comme la chance de sa vie. Il avoua d’ailleurs à la représentante allemande, Katja Ebstein : « You don’t need to win but I do. » En 2005, lors de l'émission spéciale Congratulations, What’s Another Year fut élue douzième meilleure chanson à jamais avoir été présentée au concours.
La troisième fois, en 1987, avec la chanson Hold Me Now, interprétée par Johnny Logan. La suite de la carrière de Johnny Logan avait été moins réussie. À cause de nombreux problèmes juridiques liés à son contrat et des procès à répétition, il avait perdu tous les gains qu'il avait pu gagner. Cette seconde participation en tant qu'artiste était donc nécessaire pour lui assurer un nouveau départ. Sa seconde victoire fit de Johnny Logan le premier interprète à remporter le concours une seconde fois. Il demeure le seul pendant 36 ans, jusqu'à la seconde victoire de la Suédoise Loreen en 2023, après sa première victoire en 2012. Cette particularité lui valut le surnom de « Mr. Eurovision ». En 2005, lors de l'émission spéciale Congratulations, Hold Me Now fut élue troisième meilleure chanson à jamais avoir été présentée au concours.
La quatrième fois, en 1992, avec la chanson Why Me?, interprétée par Linda Martin. Why Me? avait été écrite et composée par Johnny Logan, qui avait déjà remporté le concours en 1980 et 1987. De son côté, l’interprète, Linda Martin, avait terminé deuxième, en 1984, avec Terminal 3, une chanson dont l’auteur n’était autre que Johnny Logan.
La cinquième fois, en 1993, avec la chanson In Your Eyes, interprétée par Niamh Kavanagh. Niamh Kavanagh avait déjà remporté en 1991, un Grammy, pour sa contribution au film The Commitments d’Alan Parker. Lors de la finale nationale irlandaise, elle s’était disputée avec sa mère, pour avoir porté un pantalon. Le soir du concours, elle se décida donc pour une jupe. Elle était alors toujours employée à l’Allied Irish Banks et dut demander un congé spécial. Pour l’encourager, ses employeurs achetèrent une page de publicité dans les quotidiens irlandais du samedi, qui lui promettait un congé pour le lundi suivant, si elle remportait le concours. Par la suite, In Your Eyes devint le single le plus vendu de l’année en Irlande et le plus grand succès commercial du concours dans l’île.
La sixième fois, en 1994, avec la chanson Rock 'n' Roll Kids, interprétée par Paul Harrington et Charlie McGettigan. Rock 'n' Roll Kids s’attira, dès sa sélection, les plaisanteries des commentateurs et des experts. Ceux-ci jugèrent que l’Irlande s’était choisi la chanson la moins susceptible de gagner, pour éviter d’avoir à organiser le concours une troisième fois. Les bookmakers les suivirent sur cette voie, estimant qu’il était impossible pour un pays de remporter le concours trois années consécutives et que jamais aucun duo masculin n’avait décroché le grand prix. Tous eurent finalement tort. Plusieurs records furent établis ce soir-là. Premièrement, l’Irlande devint le premier pays à remporter le concours trois années consécutives. Deuxièmement, Charlie McGettigan, qui avait quarante-quatre ans, devint le vainqueur le plus âgé du concours. Ce record fut battu en 2000 par les Olsen Brothers, alors âgés de cinquante et quarante-six ans. Troisièmement, ce fut la première fois que le concours fut remporté par un duo masculin et par une chanson acoustique. Quatrièmement, l’Irlande, en obtenant 226 points, battit le record de 187 points, établi par elle-même, l’année précédente. Ce record fut à son tour battu en 1997, lorsque le Royaume-Uni obtint 227 points.
La septième fois, en 1996, avec la chanson The Voice, interprétée par Eimear Quinn. The Voice avait été composée par Brendan Graham. Celui-ci était déjà l’auteur de When (qui avait représenté l’Irlande en 1976 et terminé à la dixième place) et surtout de Rock 'n' Roll Kids (qui avait remporté la victoire en 1994).
Le pays a en outre terminé à quatre reprises, à la deuxième place (en 1967, 1984, 1990 et 1997) et à une fois à la troisième place (en 1977). A contrario, l'Irlande a terminé à deux reprises, à la dernière place (en 2007 et 2013). Le pays n’a jamais obtenu de nul point.

## Pays hôte

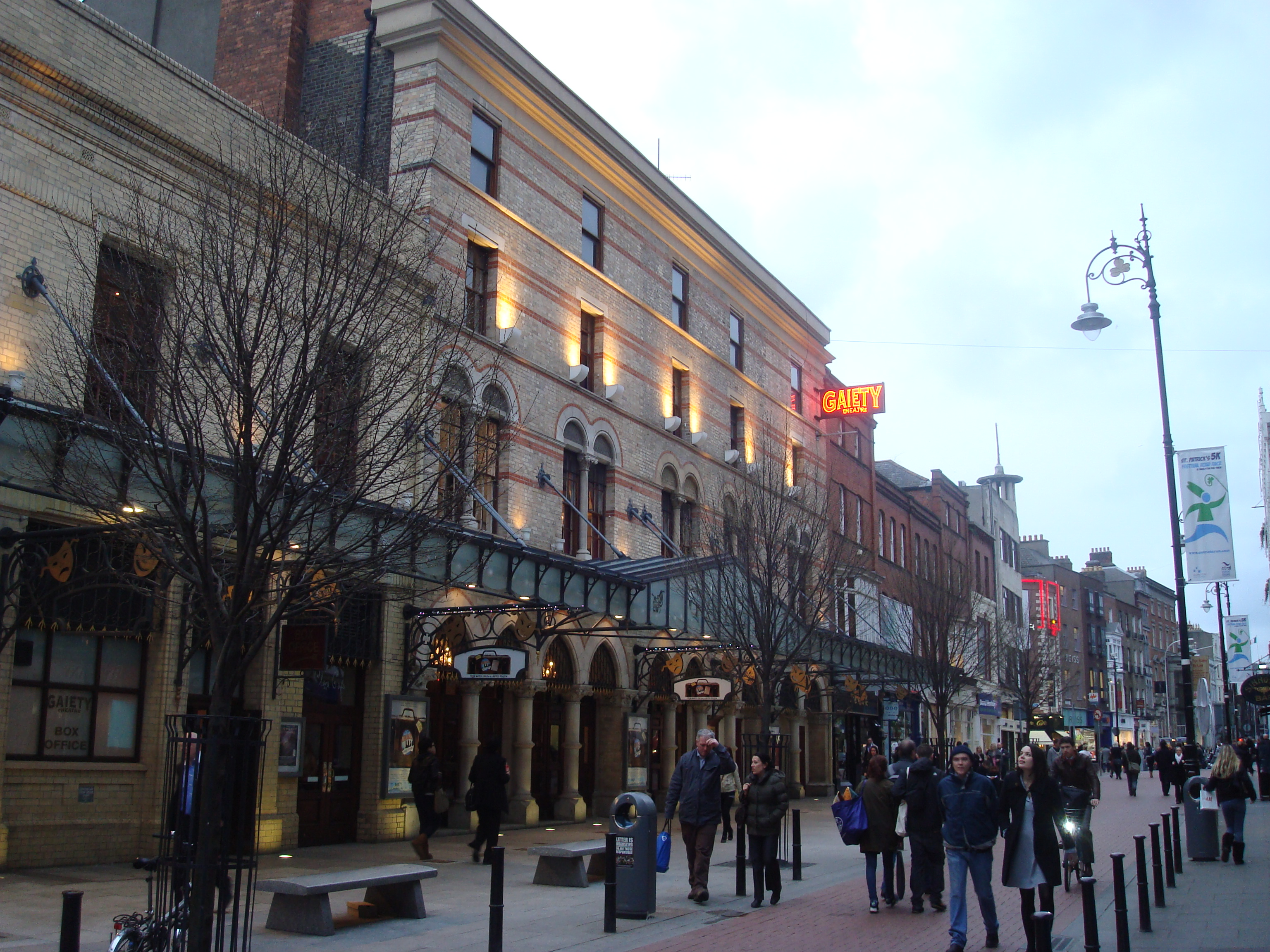
Le Gaiety Theatre de Dublin accueille la première édition organisée par l'Irlande, en 1971.

L’Irlande a organisé le concours à sept reprises : en 1971, 1981, 1988, 1993, 1994, 1995 et 1997.
En 1971, l’événement se déroula le samedi 3 avril 1971, au Gaiety Theatre, à Dublin. La présentatrice de la soirée fut Bernadette Ní Gallchoir et le directeur musical, Colman Pearce. Ce fut la première émission couleur jamais produite et diffusée par la RTÉ. Pour la première fois depuis l'édition 1956, les jurés furent présents dans la salle (plus exactement dans les coulisses). Et pour la toute première fois de l'histoire du concours, ils apparurent à l'écran.
En 1981, l’événement se déroula le samedi 4 avril 1981, au Simmonscourt Pavilion, à Dublin. La présentatrice de la soirée fut Doireann Ní Bhríain et le directeur musical, Noel Kelehan.

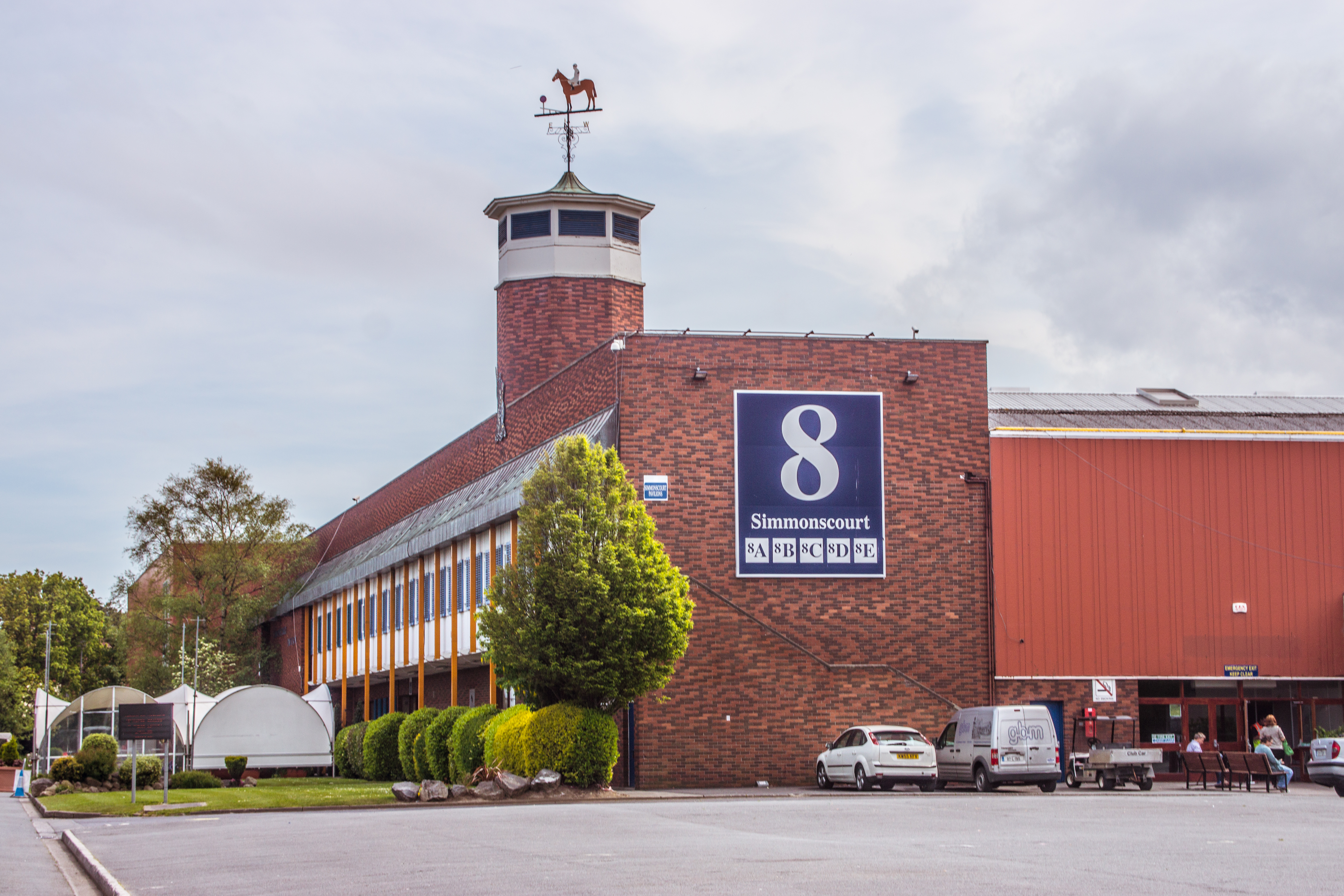
Le Simmonscourt Pavilion de Dublin reçoit à deux reprises l'Eurovision, en 1981 et en 1988.

En 1988, l’événement se déroula le samedi 30 avril 1988, au Simmonscourt Pavilion, à Dublin. Les présentateurs de la soirée furent Pat Kenny et Michelle Rocca et le directeur musical, Noel Kelehan. La télévision publique irlandaise décida de donner à l'événement un caractère spécial, afin de fêter le millénaire de la fondation de la ville de Dublin. La RTÉ souhaitait également moderniser le concours, afin d’en renouveler les standards et d’attirer une audience plus jeune. Finalement, l’édition 1988 renouvela profondément le format, le style et l’aspect de l’Eurovision, le faisant entrer dans l’ère de la modernité informatique et numérique. Pour la toute première fois, le tableau de vote n’était plus physiquement présent sur scène, mais virtuellement généré par ordinateur. Lors de l’ouverture, Johnny Logan interpréta Hold Me Now, la chanson qui lui avait permis de remporter la victoire à Bruxelles, l’année précédente. Ce fut la première fois qu’un gagnant revint interpréter son titre victorieux en ouverture.
En 1993, l’événement se déroula le samedi 15 mai 1993, dans la Green Glens Arena de Millstreet. La présentatrice de la soirée fut Fionnuala Sweeney et le directeur musical, Noel Kelehan. La télévision publique irlandaise surprit l’opinion publique en décidant d’organiser le concours à Millstreet, petite ville d’à peine 1 500 habitants, située dans la campagne irlandaise, à proximité de Cork. En réalité, la RTÉ avait reçu une très intéressante proposition de la part d’un des habitants de Millstreet : Noel C. Duggan, propriétaire de la Green Glens Arena, un vaste centre équestre couvert. Duggan avait écrit aux responsables de la télévision irlandaise, la nuit même de la victoire de Linda Martin à Malmö. Cette candidature, a priori surprenante, reçut immédiatement un vif soutien des autorités et des entreprises, non seulement au niveau local, mais aussi au niveau national. Face à cette mobilisation et constatant que la Green Glens Arena était extrêmement bien équipée, la RTÉ retint la candidature de Millstreet, qui devint ainsi la plus petite ville à avoir jamais accueilli le concours. Pour l’occasion, la ville et l’ensemble de ses infrastructures furent rénovés. Mais cette décision suscita une avalanche de critiques, de moqueries et de commentaires désobligeants dans les médias européens. Ce fut ensuite au tour des artistes participants et des délégations étrangères de se montrer mécontents du choix de Millstreet. Ils protestèrent tout d’abord d’avoir à résider à Cork et de devoir faire, chaque jour, la navette en bus et en train, jusqu’à la salle, pour les répétitions. Ils se plaignirent ensuite de n’avoir aucune occupation pour se distraire, durant les périodes de repos. L’UER introduisit cette année-là une nouvelle règle, pour réguler le trop grand nombre de pays souhaitant participer au concours : la relégation. Désormais, les six pays terminant aux dernières places du classement final perdaient leur droit à concourir l’année suivante. Cette règle resta en vigueur jusqu’en 2004 et l’instauration de demi-finales.
En 1994, l’événement se déroula le samedi 30 avril 1994, au Point Theatre, à Dublin. Les présentateurs de la soirée furent Cynthia Ní Mhurchú et Gerry Ryan et le directeur musical, Noel Kelehan. L’Irlande devint alors le premier pays à organiser le concours deux années consécutives. En 1970, l’Espagne n’en avait pas eu l’opportunité. En 1974 et en 1980, le Luxembourg et Israël avaient renoncé, faute de moyens financiers. Le spectacle d'entracte fut Riverdance, mélange de danses folkloriques irlandaises et de claquettes. À l’origine, la RTÉ avait commissionné le compositeur Bill Whelan, pour qu’il écrive un morceau de musique celtique traditionnelle. La chorégraphie du numéro fut confiée aux champions du monde de danse, Michael Flatley et Jean Butler. Le soir du concours, Riverdance reçut une formidable ovation du public dans la salle. Par la suite, le morceau demeura classé dix-huit semaines dans les hit-parades irlandais et devint le plus grand succès commercial, non seulement de l’édition 1994 du concours, mais aussi de tous les numéros d’entracte jamais présentés. Il fut plus tard étendu à spectacle complet qui connut lui aussi un immense succès partout dans le monde et fut vu par des millions de personnes. Pour la toute première fois, les jurys furent contactés par satellite, selon l'ordre de passage des pays participants. Les téléspectateurs purent par conséquent voir à l’écran, le visage des porte-paroles.

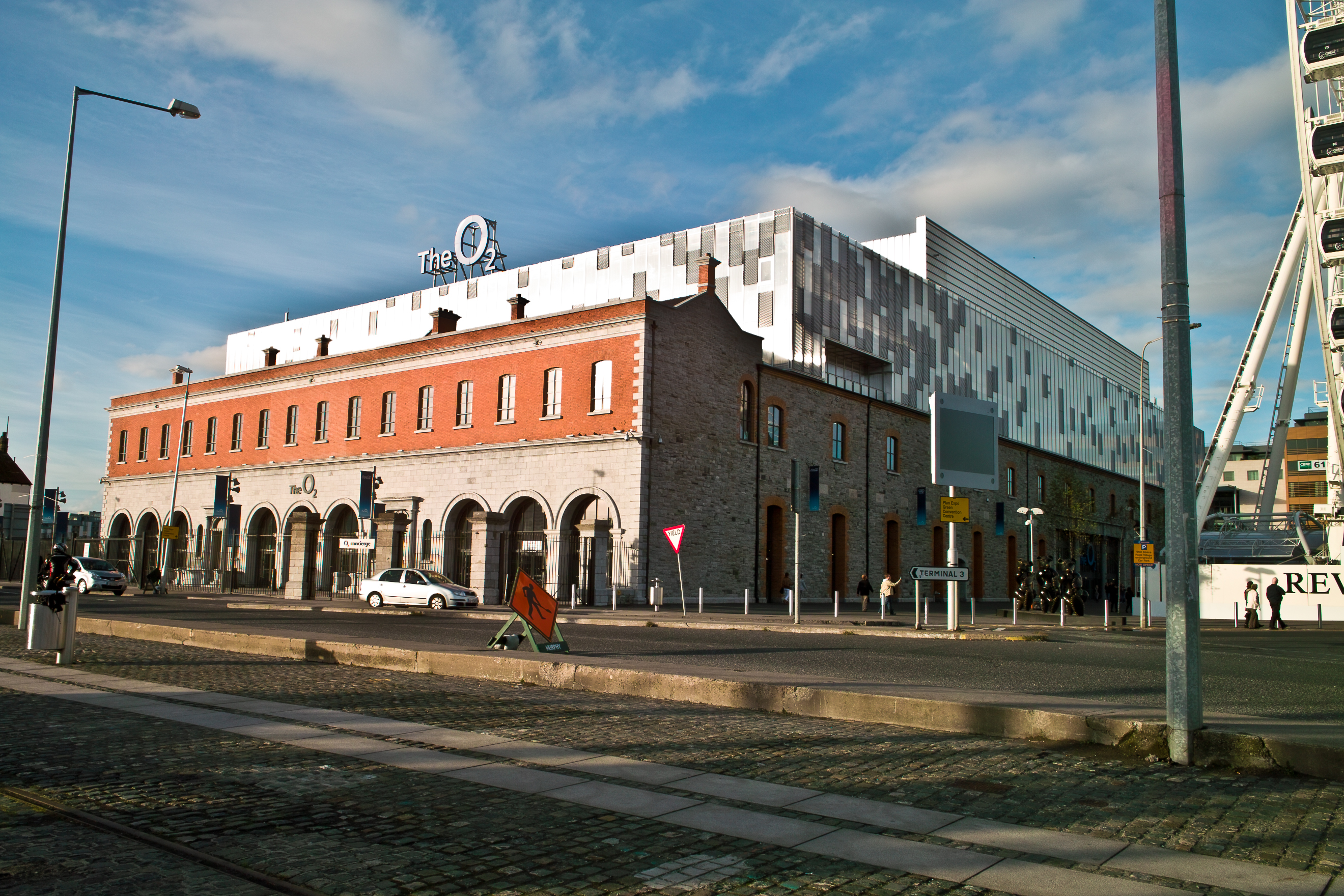
Le Point Theatre de Dublin, aujourd'hui renommé 3Arena, accueille trois éditions du Concours, en 1994, 1995 et 1997.

En 1995, l’événement se déroula le samedi 13 mai 1995, au Point Theatre, à Dublin. La présentatrice de la soirée fut Mary Kennedy et le directeur musical, Noel Kelehan Après avoir été le premier pays à remporter le concours trois années consécutives, l’Irlande devint le premier pays à l'organiser trois années consécutives. Et pour la première fois, le concours se tint pour la deuxième année d'affilée dans la même ville : Dublin. Initialement, pourtant, la télévision publique irlandaise avait douté de sa capacité financière à organiser le concours une troisième fois de suite. La BBC s'était alors proposé, avançant l'idée d'une production commune avec la RTÉ, à Belfast. Les dirigeants de la télévision irlandaise repoussèrent l'idée et reçurent des crédits supplémentaires du gouvernement. Ils obtinrent parallèlement l'assurance de l'UER de ne pas avoir l'obligation d'organiser une quatrième fois le concours, en cas de nouvelle victoire.
En 1997, l'évènement se déroula le samedi 3 mai 1997, au Point Theatre, à Dublin. Les présentateurs de la soirée furent Carrie Crowley et Ronan Keating et le directeur musical, Frank McNamara. Juste avant l’ouverture de la finale, l’organisation terroriste irlandaise IRA fit parvenir un message codé au Point Theatre, signalant qu’une bombe allait exploser dans le bâtiment. Les responsables de la sécurité se réunirent en urgence et malgré la menace, décidèrent de lancer le concours. Ils basèrent leur décision sur les résultats d’une inspection de sécurité, conduite durant l’après-midi avec des chiens et des détecteurs à métaux et durant laquelle rien de suspect n’avait été découvert. Il s’agissait en réalité d’un coup de bluff de l’IRA. La nouvelle fut tenue secrète toute la soirée et révélée seulement le lendemain matin. Pour la toute première fois, dans cinq pays (l’Allemagne, l’Autriche, le Royaume-Uni, la Suède et la Suisse), le vote fut décidé par télé-vote. L’introduction partielle du télé-vote fut voulue par l’UER pour rajeunir l’image du concours et faire se rapprocher les chansons gagnantes, des standards de la musique contemporaine. Le test fut considéré comme réussi et l’année suivante, le télé-vote fut étendu à tous les pays participants.

## Faits notables
En 1969, Muriel Day devint la première artiste féminine et la première artiste d’origine nord irlandaise à représenter son pays. Sa chanson devint numéro un des ventes en Irlande.
En 1972, pour la toute première fois, la chanson irlandaise fut interprétée en gaélique, l'autre langue officielle du pays avec l'anglais.
En 1973, un incident eut lieu durant les répétitions entre la chanteuse irlandaise Maxi, son manager et le représentant de sa maison de disques. Ils ne parvinrent à se mettre d'accord sur la manière d'interpréter la chanson. Maxi exprima à plusieurs reprises sa frustration, notamment en s'arrêtant de chanter brusquement. Craignant qu'elle ne se retire et que la participation de l'Irlande ne soit remise en cause, la RTÉ fit venir à Luxembourg, la chanteuse Tina Reynolds. Celle-ci se vit cependant refuser l'accès au Grand Théâtre par les forces de sécurité. Finalement, Maxi obtint gain de cause et put interpréter sa chanson comme elle le souhaitait.
En 1974, la représentante irlandaise, Tina Reynolds, avait été victime d’un grave accident de la route. Sa mémoire lui jouant des tours, elle eut peur d'oublier les paroles de sa chanson, durant sa prestation. Elle les écrivit donc sur main. Mais l’encre finit par s’en aller, la laissant désemparée. Elle parvint pourtant à chanter Cross Your Heart, sans erreur.
En 1985, la représentante irlandaise, Maria Christian, fit parler d'elle dans la presse, car elle souffrait déjà à l'époque d'une maladie rare qui la rendait progressivement aveugle.
En 2008, le représentant irlandais, Dustin the Turkey (Dustin le dindon), suscita une vaste controverse dans son pays, après sa sélection. Il s’agissait en réalité d’une marionnette au faciès de dindon et aux propos outranciers. Certains estimèrent que le personnage donnerait une mauvaise image de l’Irlande sur la scène internationale. Dustin the Turkey demeure toujours le seul concurrent non humain de l’histoire du concours.

## Représentants
| Édition | Année | Artiste(s)                             | Chanson                         | Langue(s)           | Traduction française                    | Finale                                                 | Finale                                                 | Demi-finale                                            | Demi-finale                                            |
| Édition | Année | Artiste(s)                             | Chanson                         | Langue(s)           | Traduction française                    | Place                                                  | Points                                                 | Place                                                  | Points                                                 |
| ------- | ----- | -------------------------------------- | ------------------------------- | ------------------- | --------------------------------------- | ------------------------------------------------------ | ------------------------------------------------------ | ------------------------------------------------------ | ------------------------------------------------------ |
| 10e     | 1965  | Butch Moore                            | Walking the Streets in the Rain | Anglais             | En marchant dans les rues sous la pluie | 06                                                     | 11                                                     |                                                        |                                                        |
| 11e     | 1966  | Dickie Rock                            | Come Back to Stay               | Anglais             | Reviens pour rester                     | 04                                                     | 14                                                     |                                                        |                                                        |
| 12e     | 1967  | Sean Dunphy                            | If I Could Choose               | Anglais             | Si je pouvais choisir                   | 02                                                     | 22                                                     |                                                        |                                                        |
| 13e     | 1968  | Pat McGeegan                           | Chance of a Lifetime            | Anglais             | Chance de toute une vie                 | 04                                                     | 18                                                     |                                                        |                                                        |
| 14e     | 1969  | Muriel Day                             | The Wages of Love               | Anglais             | Le prix de l'amour                      | 07                                                     | 10                                                     |                                                        |                                                        |
| 15e     | 1970  | Dana                                   | All Kinds of Everything         | Anglais             | Toutes sortes de choses                 | 01                                                     | 32                                                     |                                                        |                                                        |
| 16e     | 1971  | Angela Farrell                         | One Day Love                    | Anglais             | Amour d'un jour                         | 11                                                     | 79                                                     |                                                        |                                                        |
| 17e     | 1972  | Sandie Jones                           | Ceol an Ghrá                    | Irlandais           | La musique de l'amour                   | 15                                                     | 72                                                     |                                                        |                                                        |
| 18e     | 1973  | Maxi                                   | Do I Dream?                     | Anglais             | Est-ce que je rêve ?                    | 10                                                     | 80                                                     |                                                        |                                                        |
| 19e     | 1974  | Tina Reynolds                          | Cross Your Heart                | Anglais             | Croise le cœur                          | 07                                                     | 11                                                     |                                                        |                                                        |
| 20e     | 1975  | The Swarbriggs                         | That's What Friends Are For     | Anglais             | C'est pour cela que les amis existent   | 09                                                     | 68                                                     |                                                        |                                                        |
| 21e     | 1976  | Red Hurley                             | When                            | Anglais             | Quand                                   | 10                                                     | 54                                                     |                                                        |                                                        |
| 22e     | 1977  | The Swarbriggs plus Two                | It's Nice to Be in Love Again   | Anglais             | C'est bon d'être à nouveau amoureux     | 03                                                     | 119                                                    |                                                        |                                                        |
| 23e     | 1978  | Colm C. T. Wilkinson                   | Born to Sing                    | Anglais             | Né pour chanter                         | 05                                                     | 86                                                     |                                                        |                                                        |
| 24e     | 1979  | Cathal Dunne                           | Happy Man                       | Anglais             | Homme heureux                           | 05                                                     | 80                                                     |                                                        |                                                        |
| 25e     | 1980  | Johnny Logan                           | What's Another Year             | Anglais             | Qu'est-ce qu'une autre année            | 01                                                     | 143                                                    |                                                        |                                                        |
| 26e     | 1981  | Sheeba                                 | Horoscopes                      | Anglais             | -                                       | 05                                                     | 105                                                    |                                                        |                                                        |
| 27e     | 1982  | The Duskeys                            | Here Today, Gone Tomorrow       | Anglais             | Ici aujourd'hui, parti demain           | 11                                                     | 49                                                     |                                                        |                                                        |
| 28e     | 1983  | Retrait en 1983.                       | Retrait en 1983.                | Retrait en 1983.    | Retrait en 1983.                        | Retrait en 1983.                                       | Retrait en 1983.                                       |                                                        |                                                        |
| 29e     | 1984  | Linda Martin                           | Terminal 3                      | Anglais             | -                                       | 02                                                     | 137                                                    |                                                        |                                                        |
| 30e     | 1985  | Maria Christian                        | Wait Until the Weekend Comes    | Anglais             | Attends que le week-end arrive          | 06                                                     | 91                                                     |                                                        |                                                        |
| 31e     | 1986  | Luv Bug                                | You Can Count On Me             | Anglais             | Tu peux compter sur moi                 | 04                                                     | 96                                                     |                                                        |                                                        |
| 32e     | 1987  | Johnny Logan                           | Hold Me Now                     | Anglais             | Serre-moi maintenant                    | 01                                                     | 172                                                    |                                                        |                                                        |
| 33e     | 1988  | Jump the Gun                           | Take Him Home                   | Anglais             | Ramène-le chez lui                      | 08                                                     | 79                                                     |                                                        |                                                        |
| 34e     | 1989  | Kiev Connolly & The Missing Passengers | The Real Me                     | Anglais             | Le vrai moi                             | 18                                                     | 21                                                     |                                                        |                                                        |
| 35e     | 1990  | Liam Reilly                            | Somewhere in Europe             | Anglais             | Quelque part en Europe                  | 02                                                     | 132                                                    |                                                        |                                                        |
| 36e     | 1991  | Kim Jackson                            | Could It Be That I'm in Love    | Anglais             | Se pourrait-il que je sois amoureuse    | 10                                                     | 47                                                     |                                                        |                                                        |
| 37e     | 1992  | Linda Martin                           | Why Me?                         | Anglais             | Pourquoi moi ?                          | 01                                                     | 155                                                    |                                                        |                                                        |
| 38e     | 1993  | Niamh Kavanagh                         | In Your Eyes                    | Anglais             | Dans tes yeux                           | 01                                                     | 187                                                    |                                                        |                                                        |
| 39e     | 1994  | Paul Harrington & Charlie McGettigan   | Rock 'n' Roll Kids              | Anglais             | Les enfants du rock 'n' roll            | 01                                                     | 226                                                    |                                                        |                                                        |
| 40e     | 1995  | Eddie Friel                            | Dreamin'                        | Anglais             | En rêvant                               | 14                                                     | 44                                                     |                                                        |                                                        |
| 41e     | 1996  | Eimear Quinn                           | The Voice                       | Anglais             | La voix                                 | 01                                                     | 162                                                    |                                                        |                                                        |
| 42e     | 1997  | Marc Roberts                           | Mysterious Woman                | Anglais             | Femme mystérieuse                       | 02                                                     | 157                                                    |                                                        |                                                        |
| 43e     | 1998  | Dawn Martin                            | Is Always Over Now?             | Anglais             | Toujours se finit-il maintenant ?       | 09                                                     | 64                                                     |                                                        |                                                        |
| 44e     | 1999  | The Mullans                            | When You Need Me                | Anglais             | Quand tu as besoin de moi               | 17                                                     | 18                                                     |                                                        |                                                        |
| 45e     | 2000  | Eamonn Toal                            | Millennium of Love              | Anglais             | Un millénaire d'amour                   | 06                                                     | 92                                                     |                                                        |                                                        |
| 46e     | 2001  | Gary O'Shaughnessy                     | Without Your Love               | Anglais             | Sans ton amour                          | 21                                                     | 06                                                     |                                                        |                                                        |
| 47e     | 2002  | Relégation en 2002.                    | Relégation en 2002.             | Relégation en 2002. | Relégation en 2002.                     | Relégation en 2002.                                    | Relégation en 2002.                                    |                                                        |                                                        |
| 48e     | 2003  | Mickey Harte                           | We've Got The World             | Anglais             | Nous avons le monde                     | 11                                                     | 53                                                     |                                                        |                                                        |
| 49e     | 2004  | Chris Doran                            | If My World Stopped Turning     | Anglais             | Si mon monde s'arrêtait de tourner      | 22                                                     | 07                                                     |                                                        |                                                        |
| 50e     | 2005  | Donna & Joe                            | Love?                           | Anglais             | L'amour ?                               |                                                        |                                                        | 14                                                     | 51                                                     |
| 51e     | 2006  | Brian Kennedy                          | Every Song Is a Cry for Love    | Anglais             | Chaque chanson est un cri d'amour       | 10                                                     | 93                                                     | 09                                                     | 79                                                     |
| 52e     | 2007  | Dervish                                | They Can't Stop the Spring      | Anglais             | Ils ne peuvent pas arrêter le printemps | 24                                                     | 05                                                     |                                                        |                                                        |
| 53e     | 2008  | Dustin the Turkey                      | Irelande douze pointe           | Anglais             | Irlande, douze points                   |                                                        |                                                        | 15                                                     | 22                                                     |
| 54e     | 2009  | Sinéad Mulvey & Black Daisy            | Et Cetera                       | Anglais             | -                                       |                                                        |                                                        | 11                                                     | 52                                                     |
| 55e     | 2010  | Niamh Kavanagh                         | It's For You                    | Anglais             | C'est pour toi                          | 23                                                     | 25                                                     | 09                                                     | 67                                                     |
| 56e     | 2011  | Jedward                                | Lipstick                        | Anglais             | Rouge à lèvres                          | 08                                                     | 119                                                    | 08                                                     | 68                                                     |
| 57e     | 2012  | Jedward                                | Waterline                       | Anglais             | Ligne de flottaison                     | 19                                                     | 46                                                     | 06                                                     | 92                                                     |
| 58e     | 2013  | Ryan Dolan                             | Only Love Survives              | Anglais             | Seul l'amour survit                     | 26                                                     | 05                                                     | 08                                                     | 54                                                     |
| 59e     | 2014  | Can-Linn feat. Kasey Smith             | Heartbeat                       | Anglais             | Battement de cœur                       |                                                        |                                                        | 12                                                     | 35                                                     |
| 60e     | 2015  | Molly Sterling                         | Playing With Numbers            | Anglais             | Jouer avec les nombres                  |                                                        |                                                        | 12                                                     | 35                                                     |
| 61e     | 2016  | Nicky Byrne                            | Sunlight                        | Anglais             | Lumière du soleil                       |                                                        |                                                        | 15                                                     | 46                                                     |
| 62e     | 2017  | Brendan Murray                         | Dying To Try                    | Anglais             | Mourir en essayant                      |                                                        |                                                        | 13                                                     | 86                                                     |
| 63e     | 2018  | Ryan O'Shaughnessy                     | Together                        | Anglais             | Ensemble                                | 16                                                     | 136                                                    | 06                                                     | 179                                                    |
| 64e     | 2019  | Sarah McTernan                         | 22                              | Anglais             | -                                       |                                                        |                                                        | 18                                                     | 16                                                     |
| 65e     | 2020  | Lesley Roy                             | Story of My Life                | Anglais             | L'histoire de ma vie                    | Concours annulé à la suite de la pandémie de Covid-19. | Concours annulé à la suite de la pandémie de Covid-19. | Concours annulé à la suite de la pandémie de Covid-19. | Concours annulé à la suite de la pandémie de Covid-19. |
| 65e     | 2021  | Lesley Roy                             | MAPS                            | Anglais             | Cartes                                  |                                                        |                                                        | 16                                                     | 20                                                     |
| 66e     | 2022  | Brooke                                 | That's Rich                     | Anglais             | C'est culotté                           |                                                        |                                                        | 15                                                     | 47                                                     |
| 67e     | 2023  | Wild Youth                             | We Are One                      | Anglais             | Nous sommes unis                        |                                                        |                                                        | 12                                                     | 10                                                     |
| 68e     | 2024  | Bambie Thug                            | Doomsday Blue                   | Anglais             | Bleu de l'apocalypse                    | 06                                                     | 278                                                    | 03                                                     | 124                                                    |
| 69e     | 2025  | EMMY                                   | Laika Party                     | Anglais             | La fête de Laïka                        |                                                        |                                                        | 13                                                     | 28                                                     |

- Première place
- Deuxième place
- Troisième place
- Dernière place
- Irlande organisatrice

 Qualification automatique en finale
 Élimination en demi-finale

## Galerie

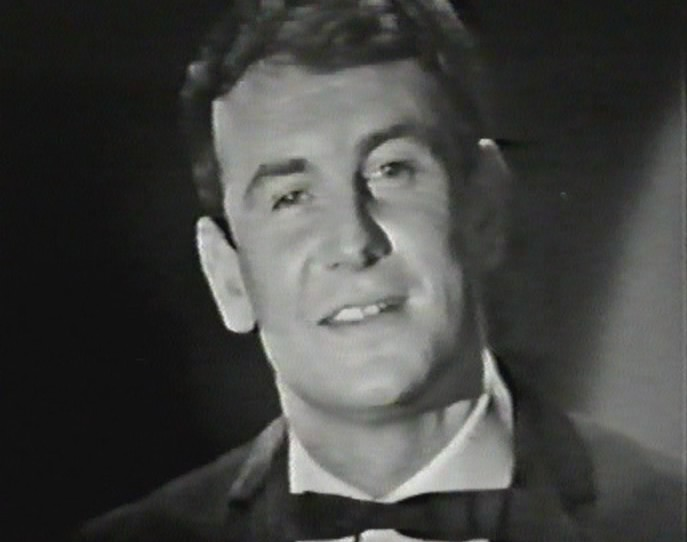
Butch Moore à Naples (1965)
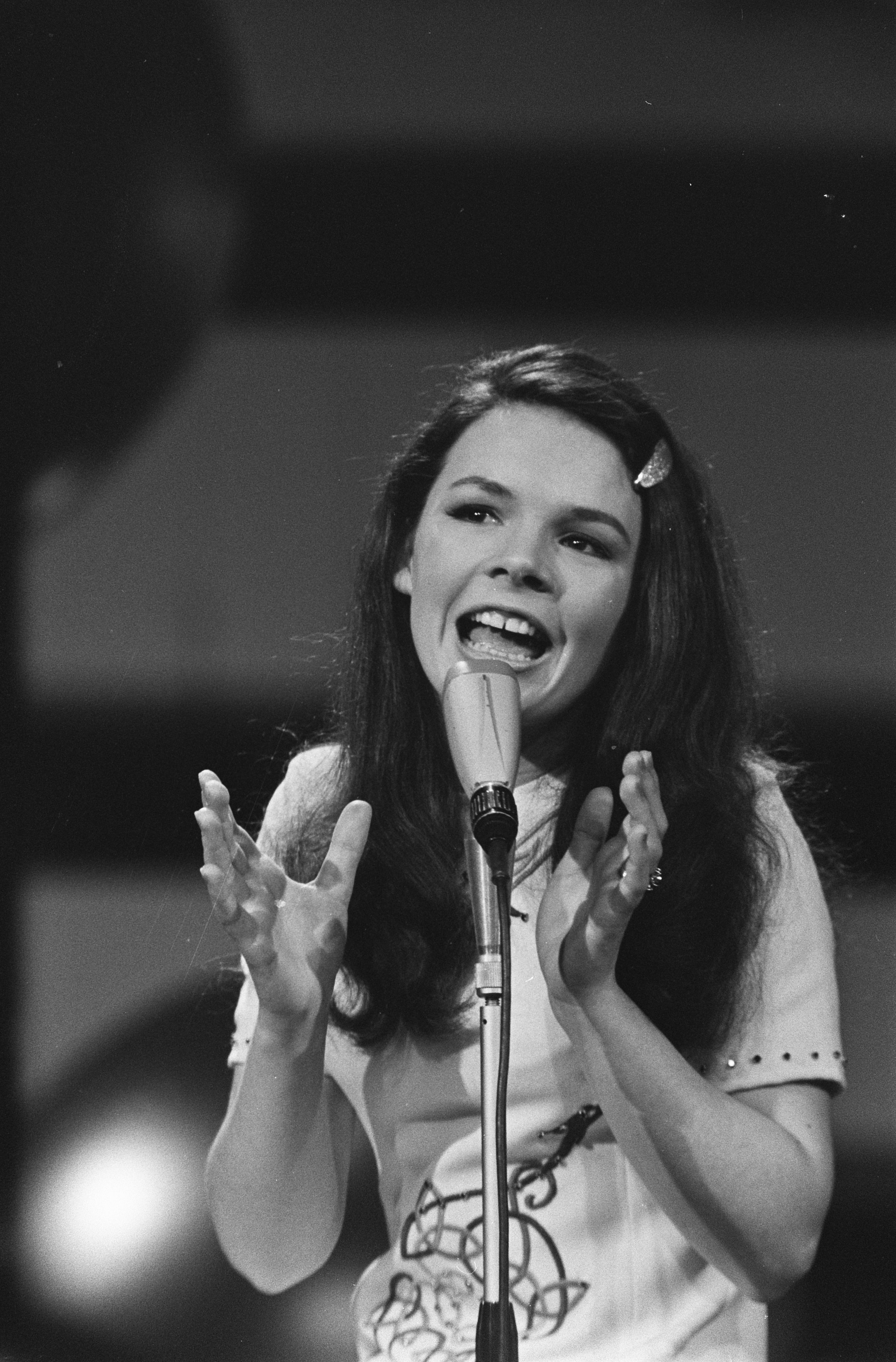
Dana à Amsterdam (1970)
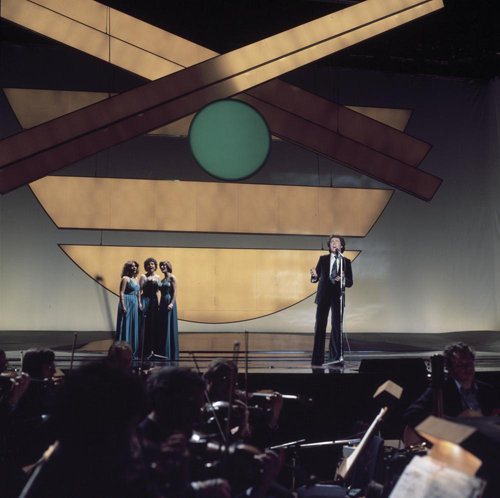
Red Hurley à la Haye (1976)
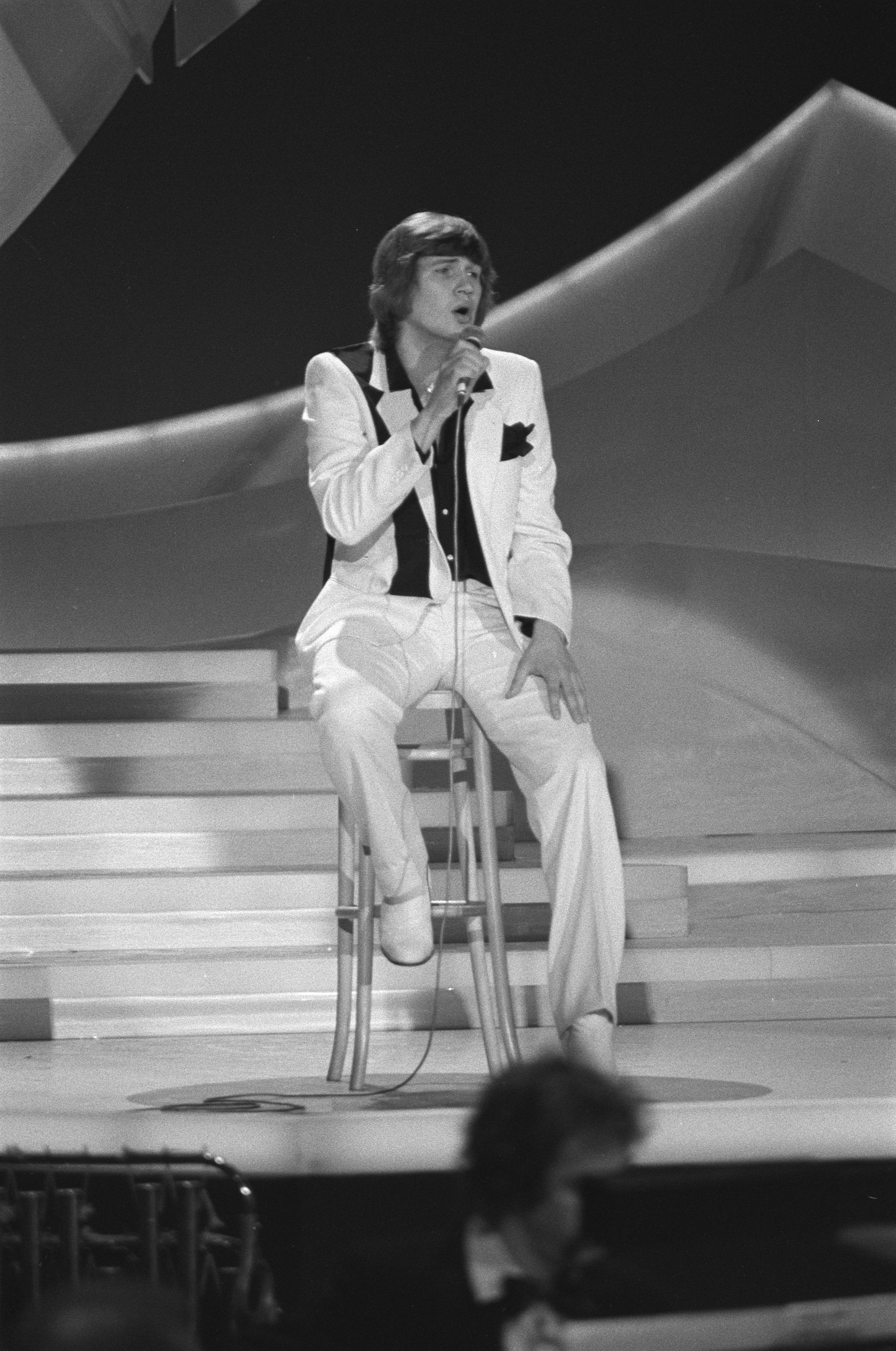
Johnny Logan à la Haye (1980)
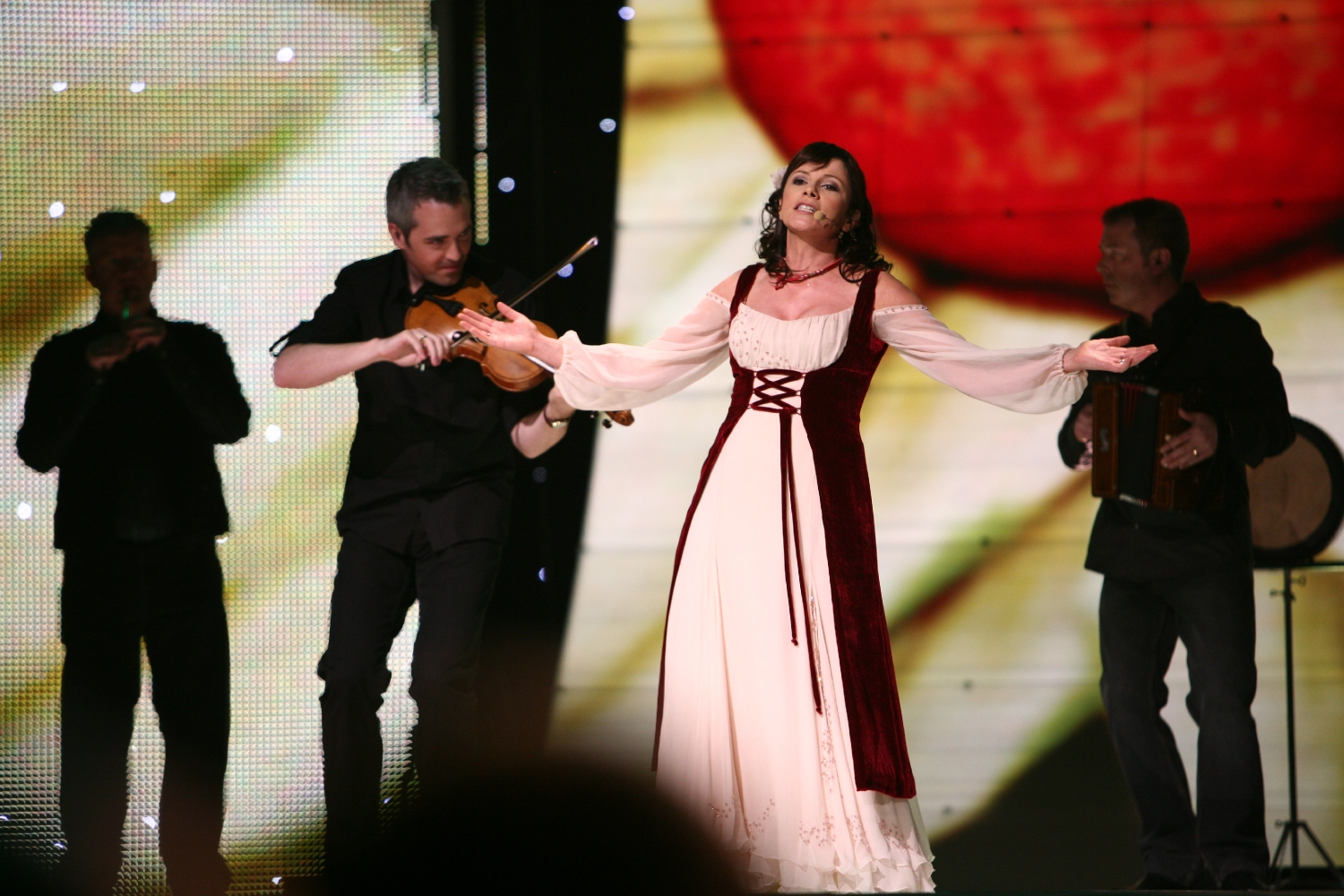
Dervish à Helsinki (2007)
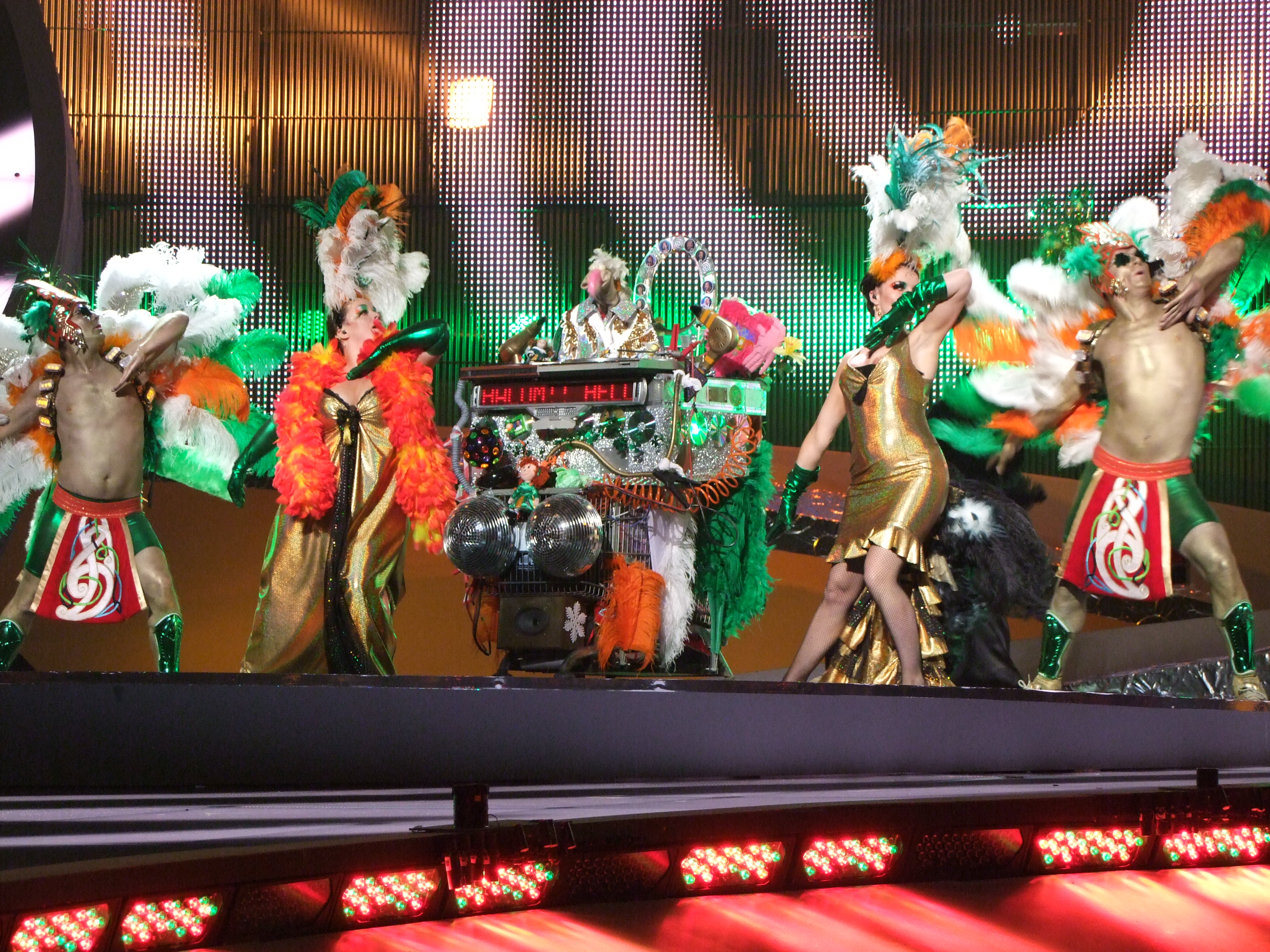
Dustin the Turkey à Belgrade (2008)
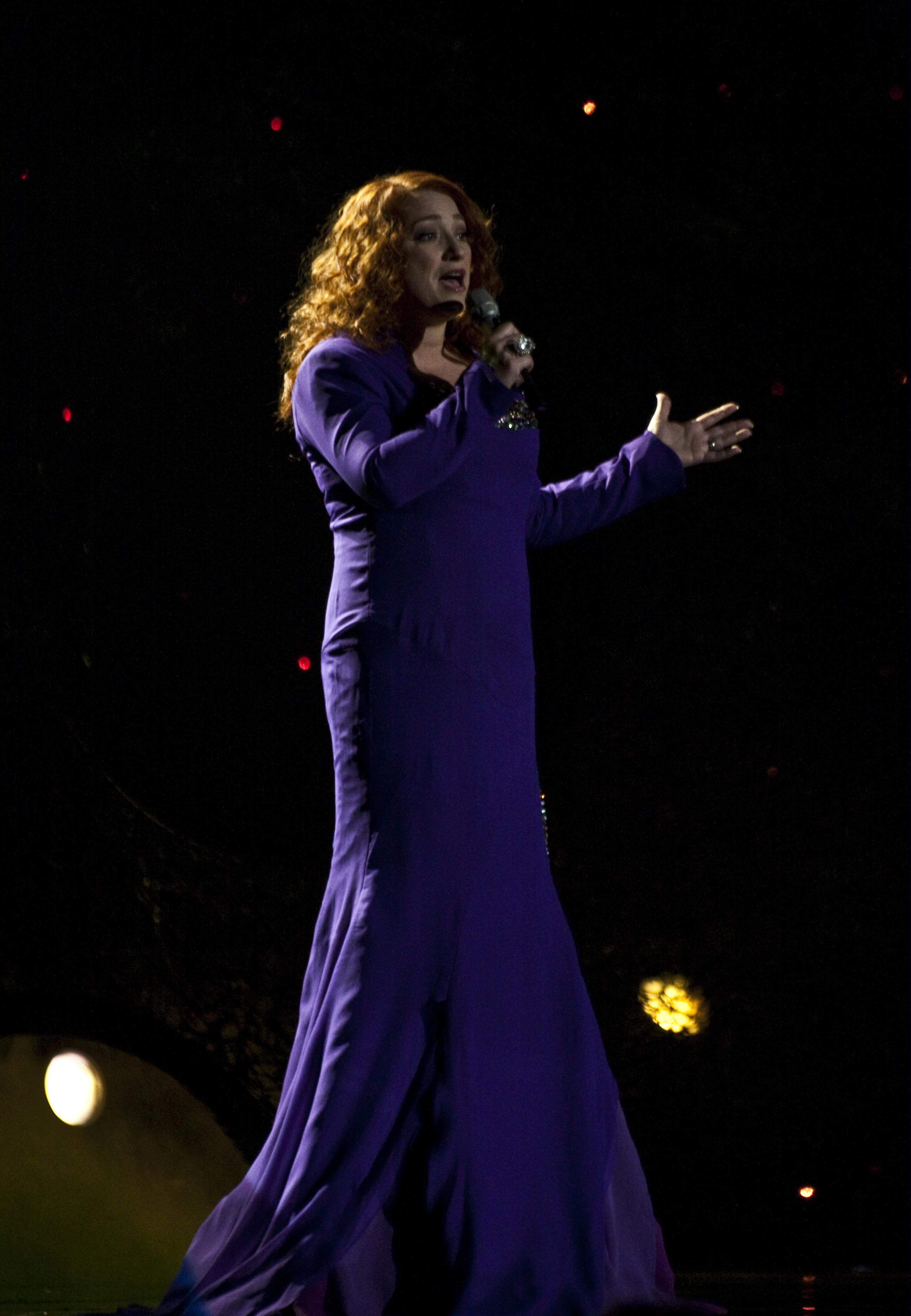
Niamh Kavanagh à Oslo (2010)
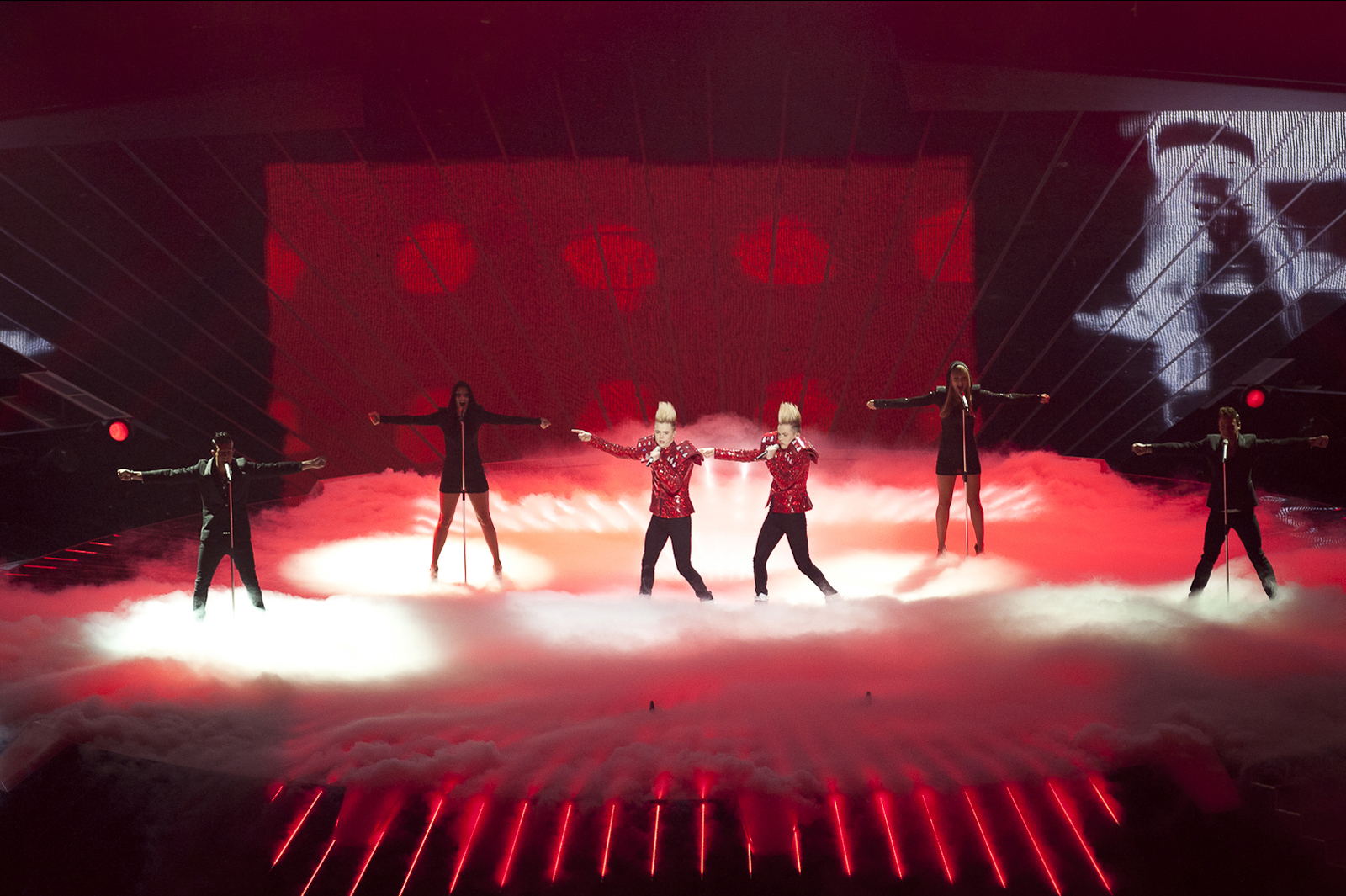
Jedward à Düsseldorf (2011)
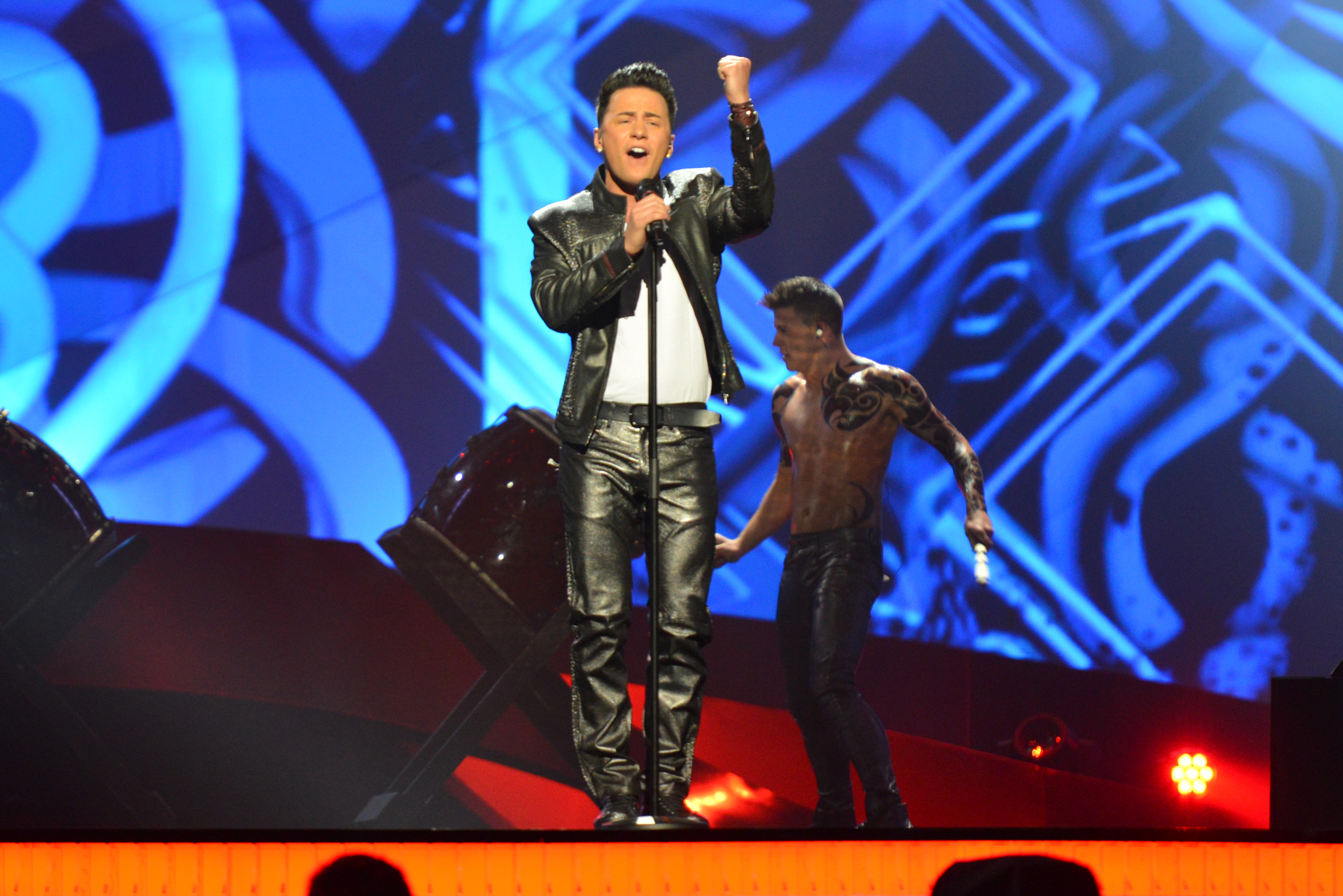
Ryan Dolan à Malmö (2013)
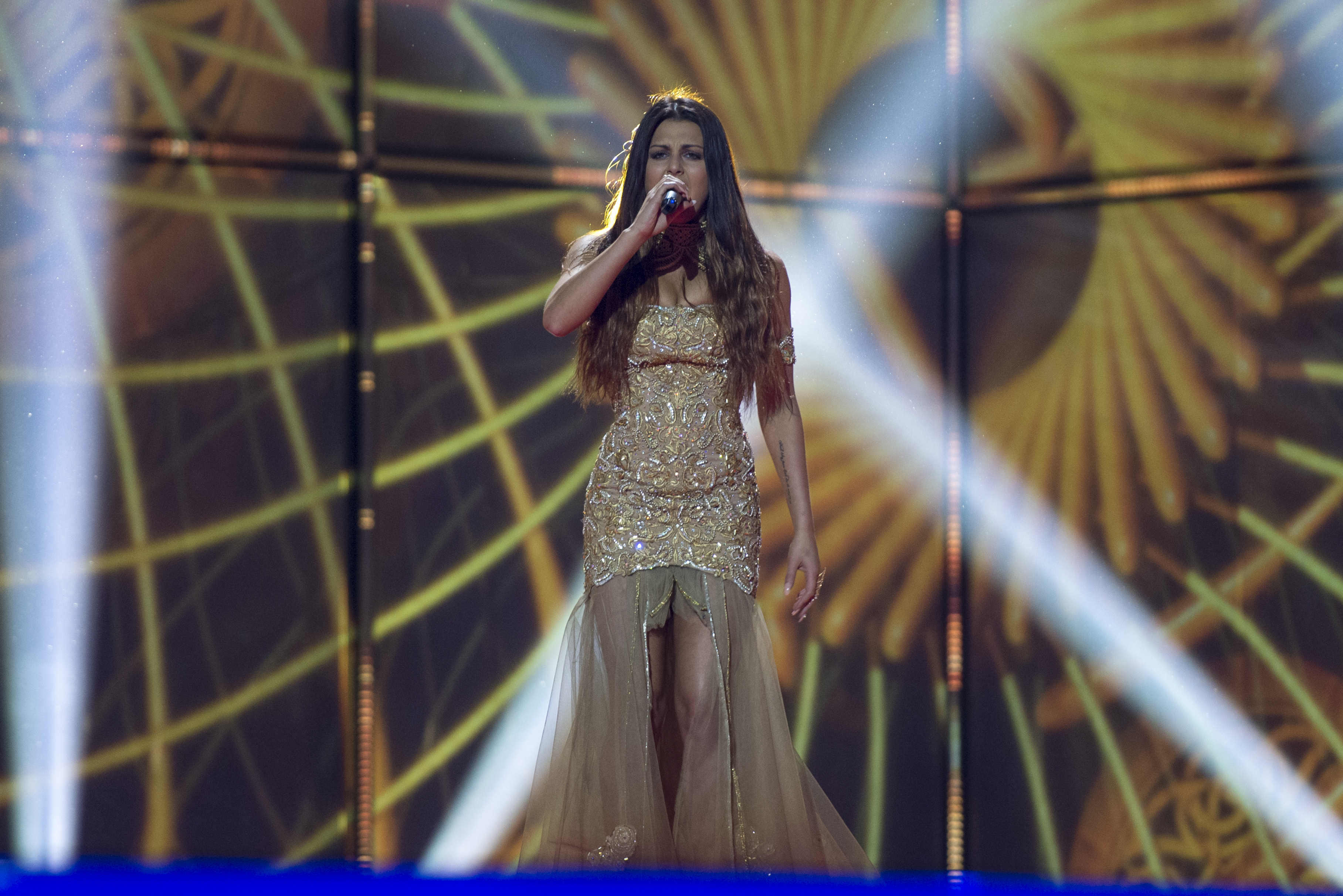
Can-Linn à Copenhague (2014)
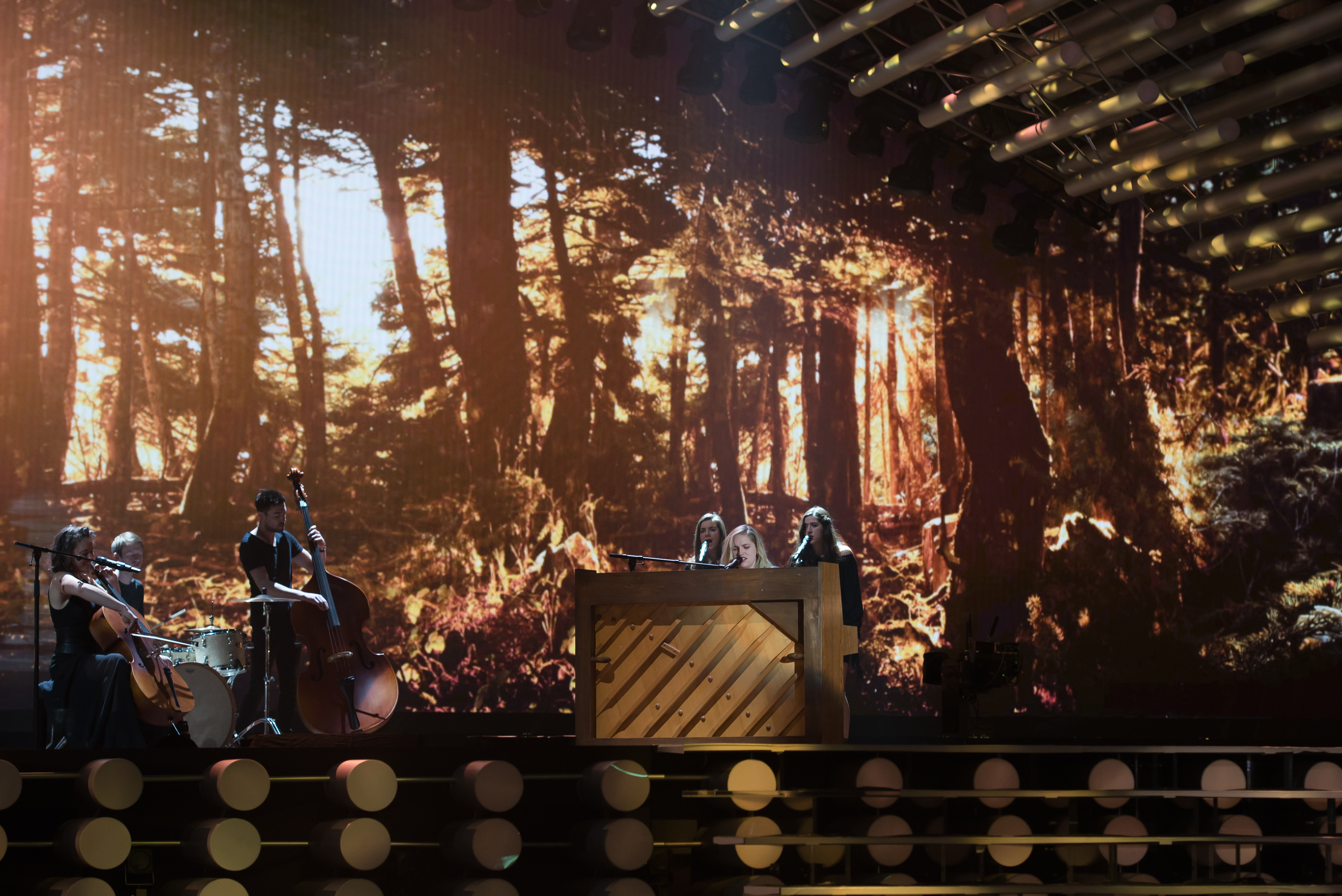
Molly Sterling à Vienne (2015)
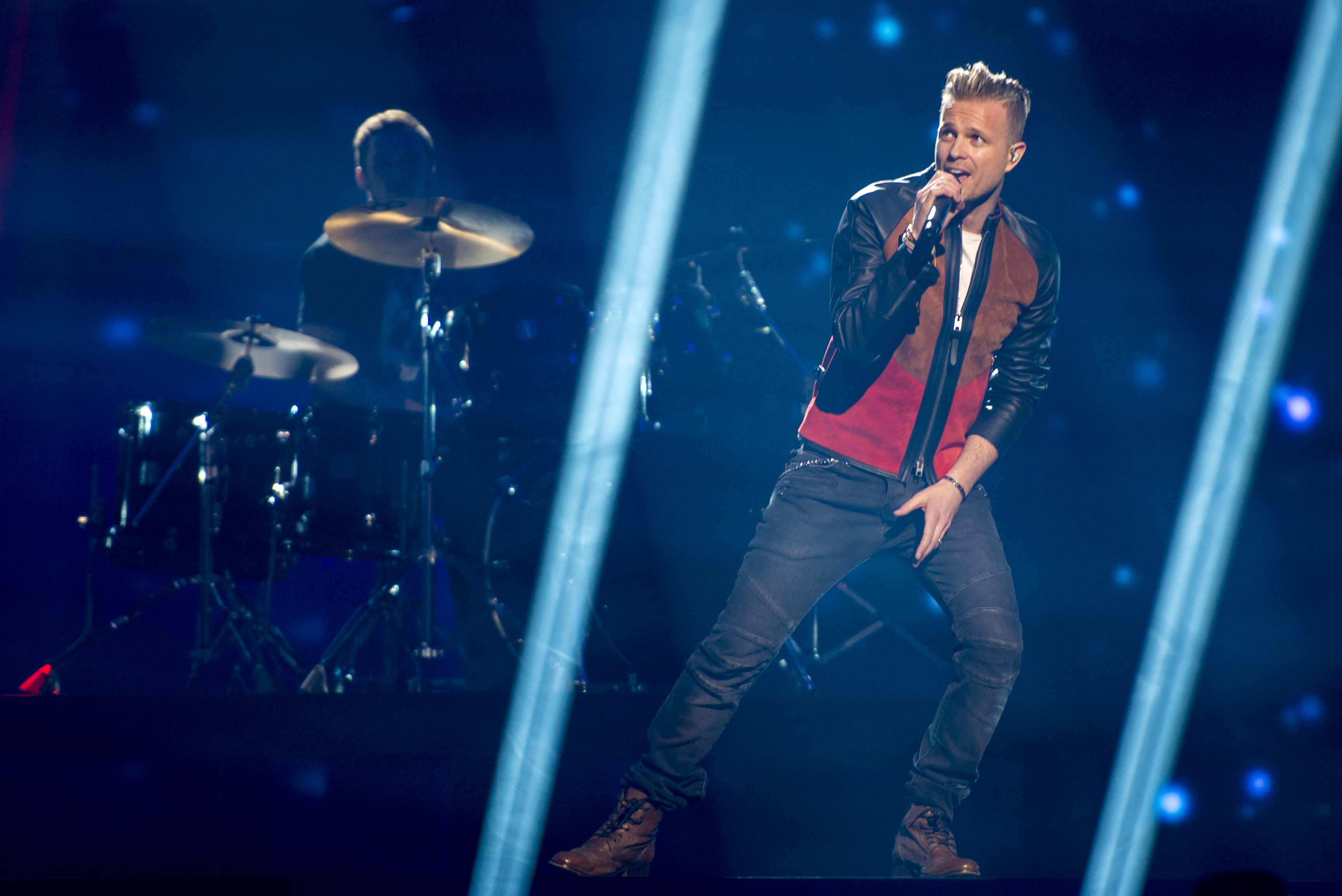
Nicky Byrne à Stockholm (2016)
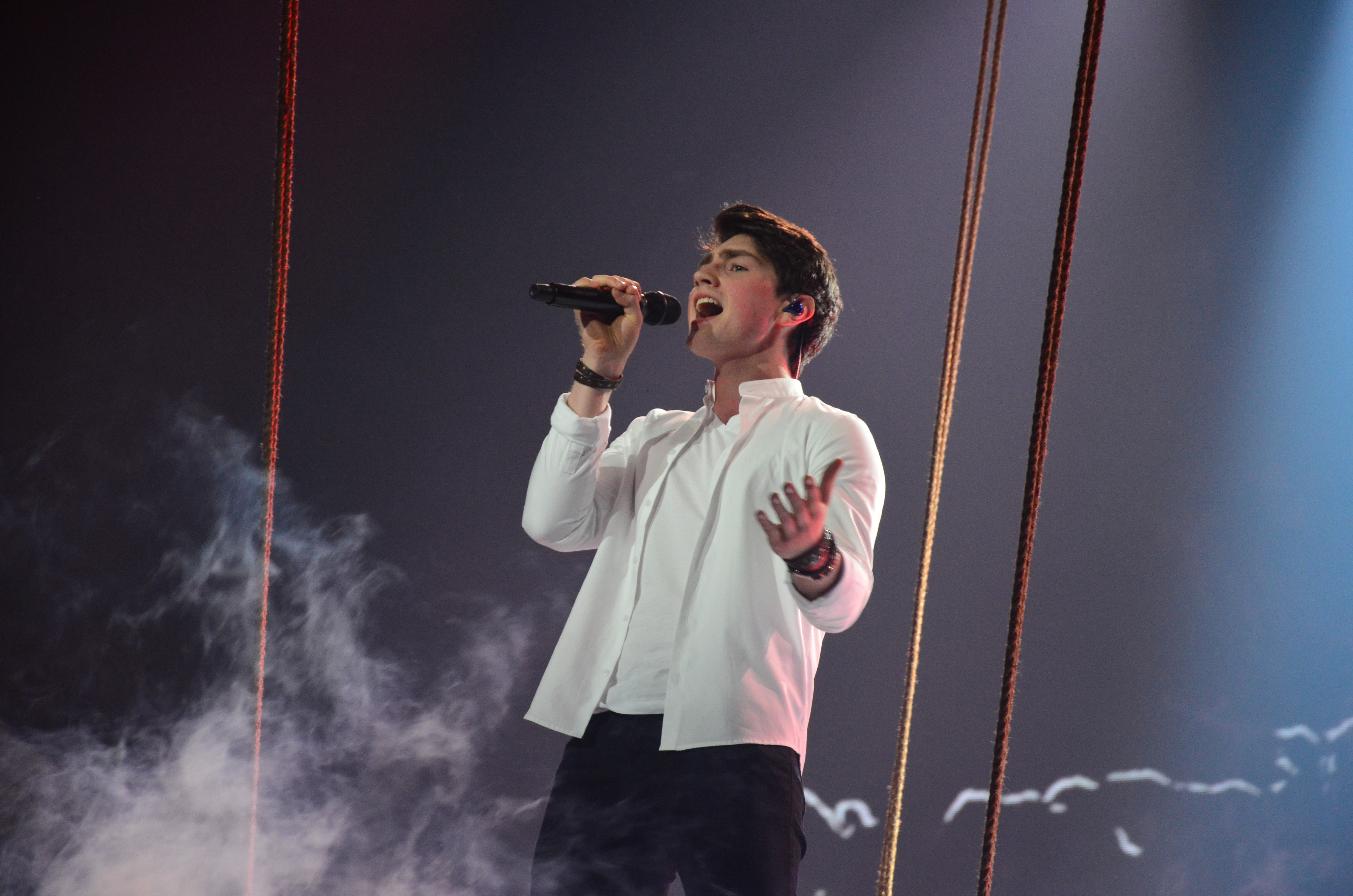
Brendan Murray à Kiev (2017)
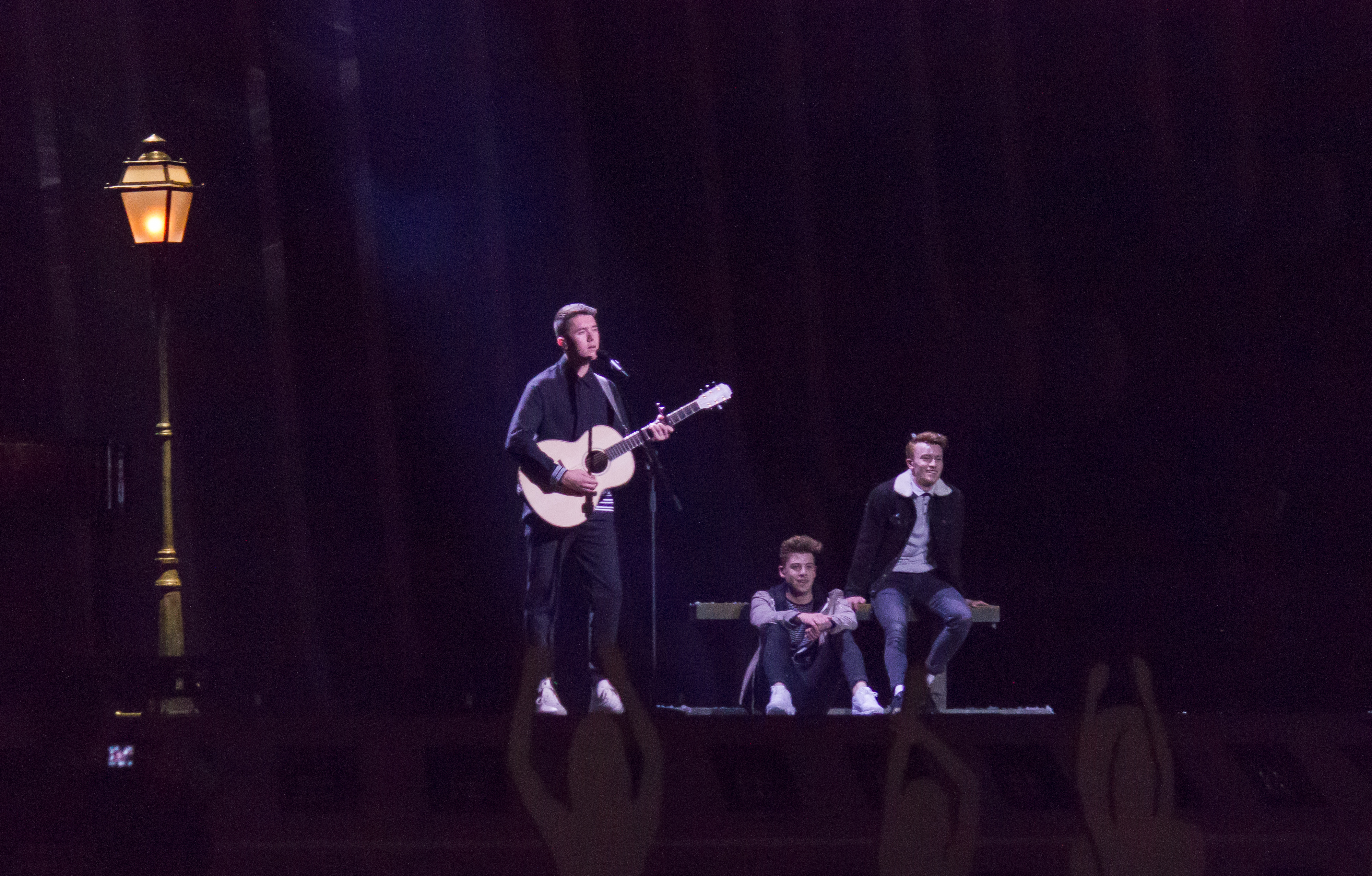
Ryan O'Shaughnessy à Lisbonne (2018)
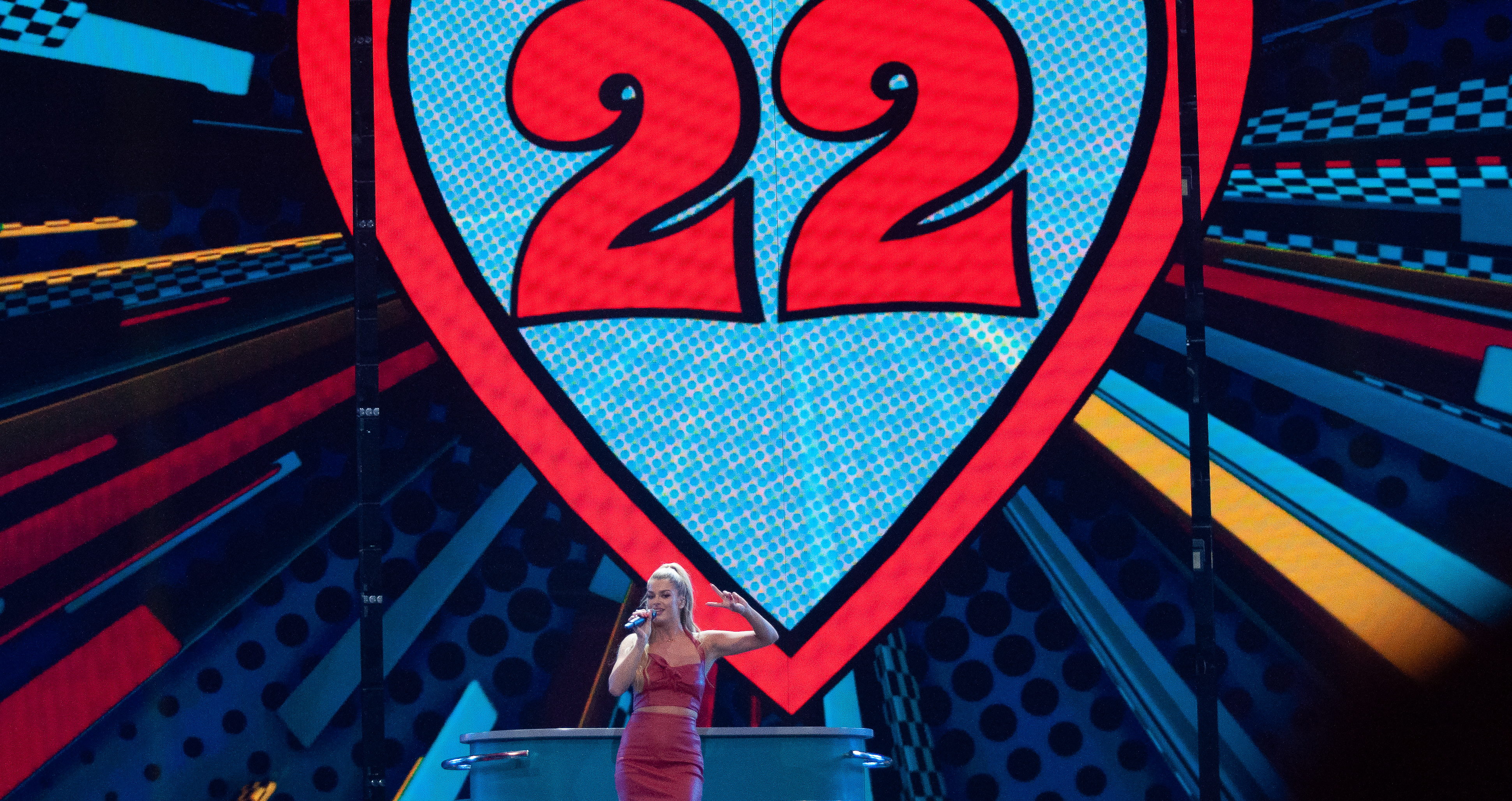
Sarah McTernan à Tel Aviv (2019)
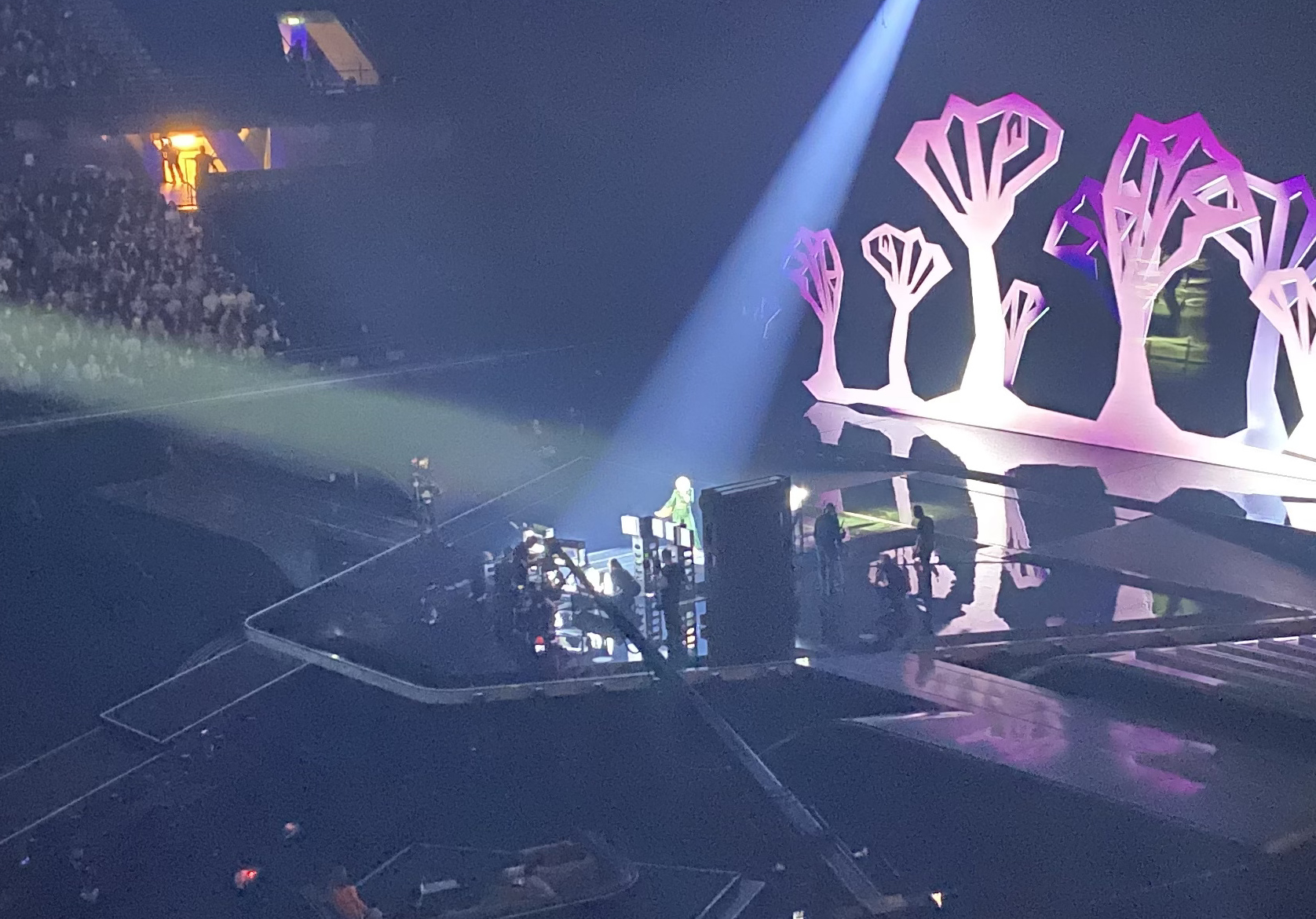
Lesley Roy à Rotterdam (2021)
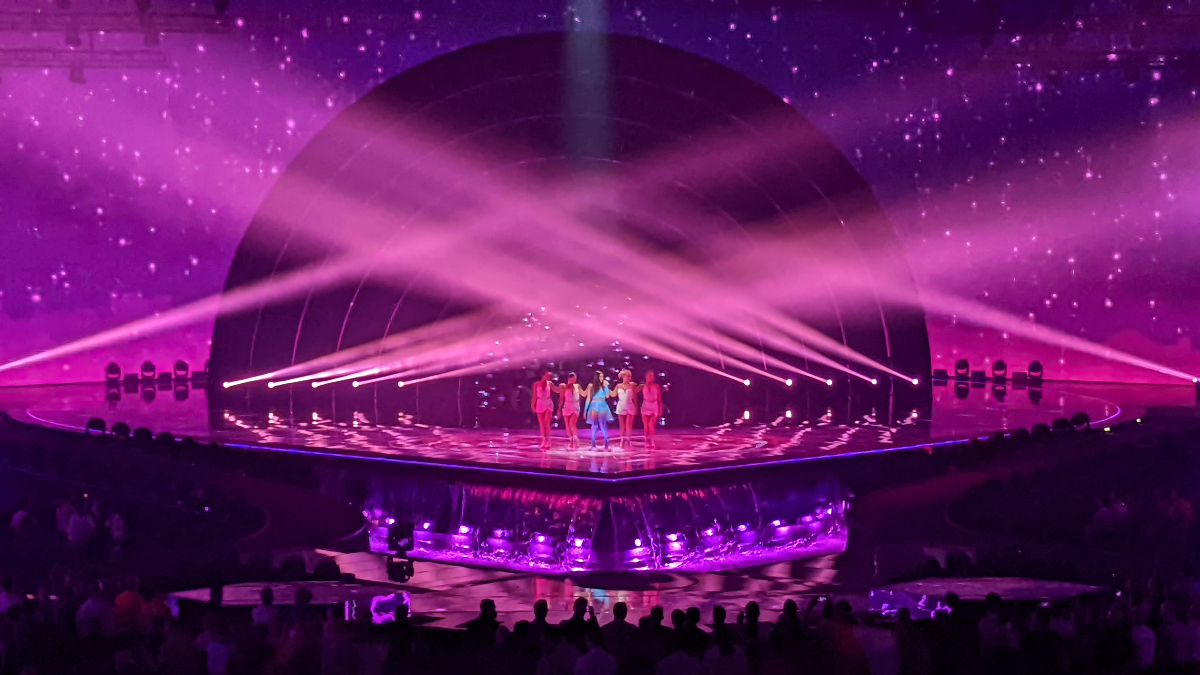
Brooke Scullion à Turin (2022)
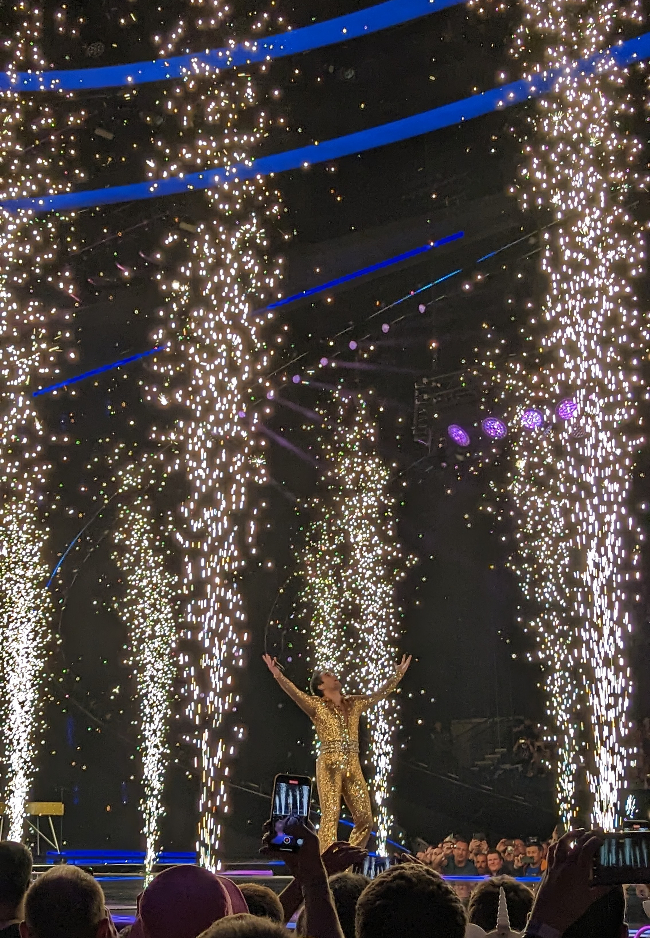
Wild Youth à Liverpool (2023)
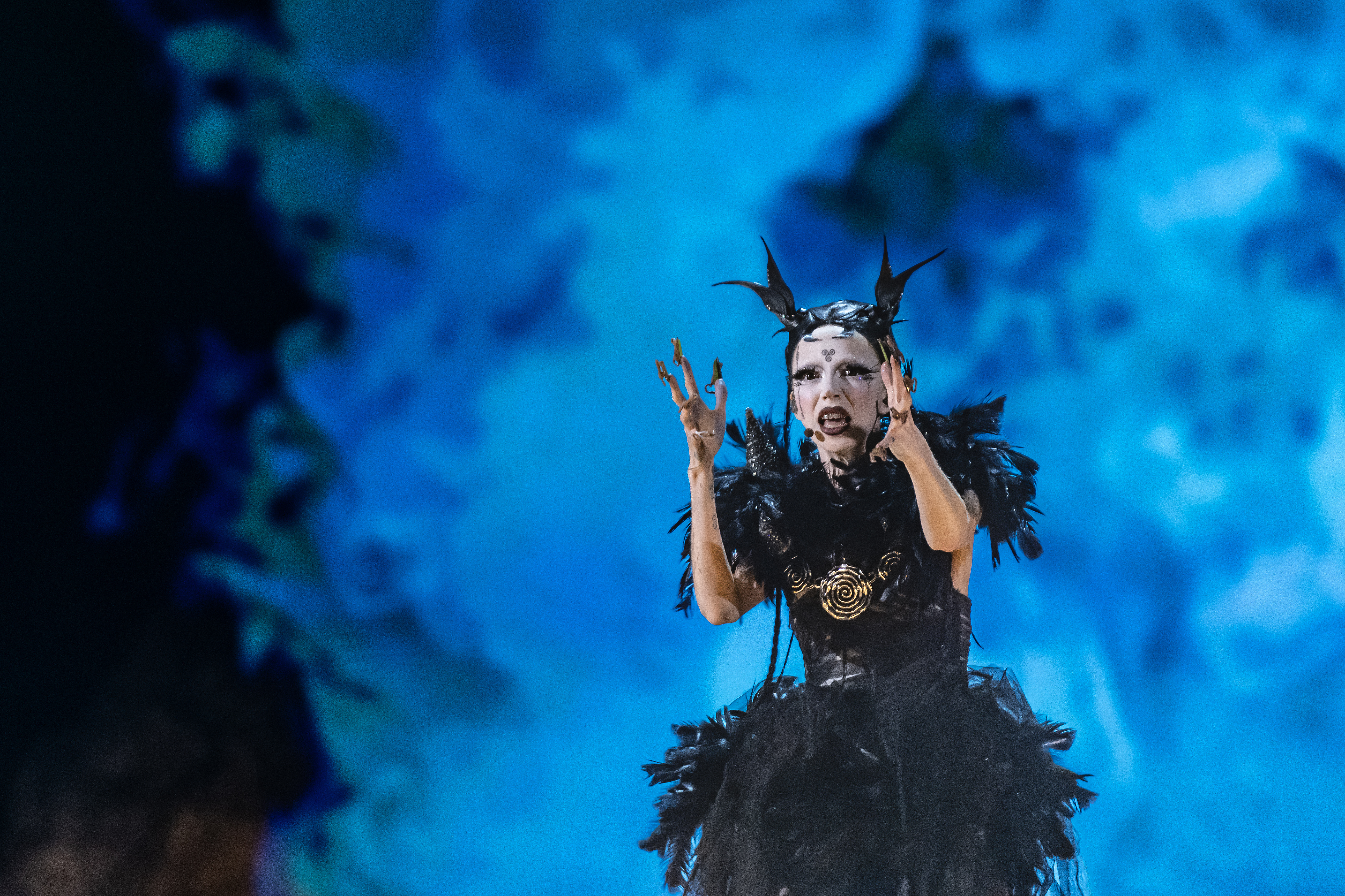
Bambie Thug à Malmö (2024)
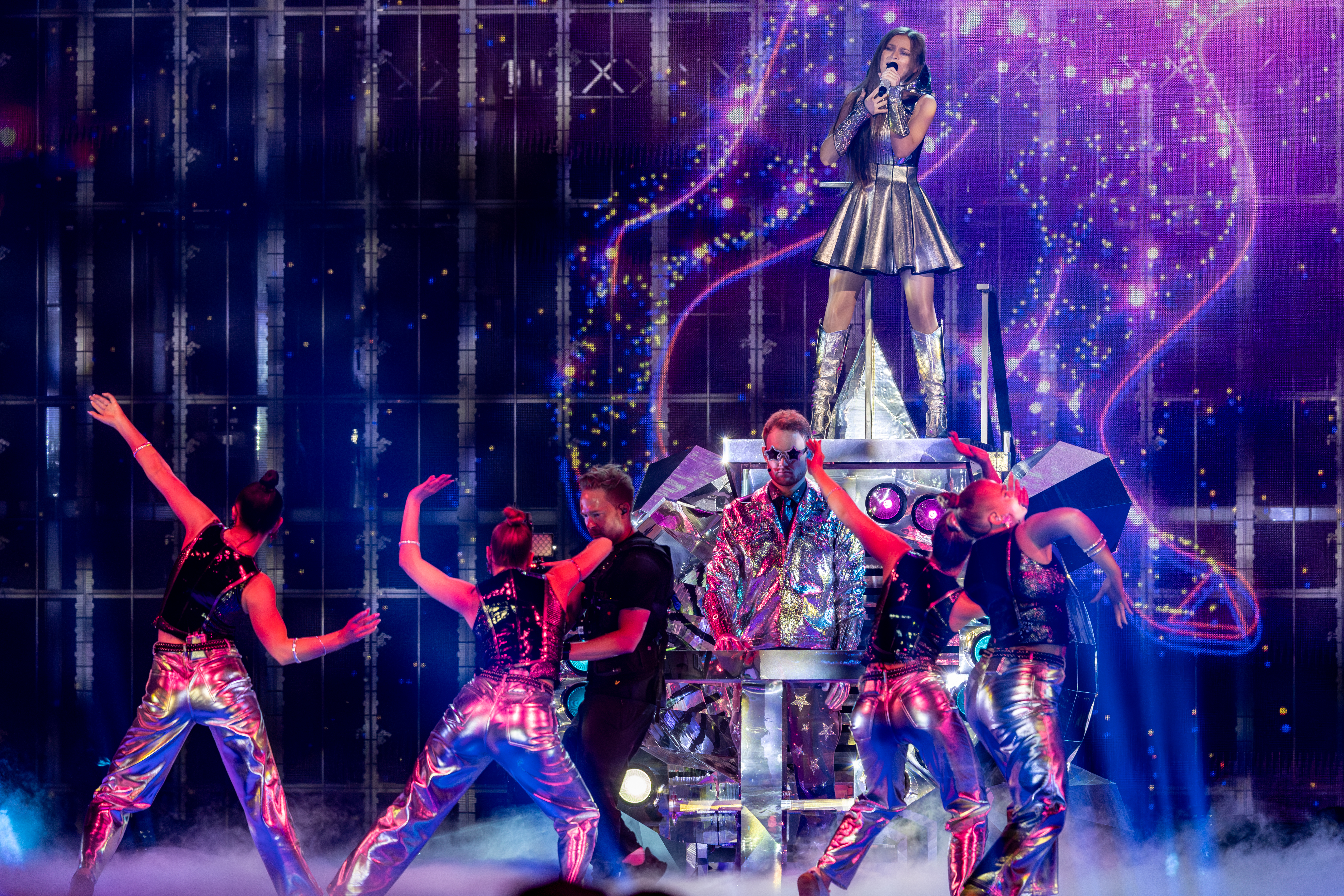
Emmy à Bâle (2025)

## Chefs d'orchestre, commentateurs et porte-paroles
| Année | Chef d'orchestre    | Commentateur(s)                      | Porte-parole          |
| ----- | ------------------- | ------------------------------------ | --------------------- |
| 1965  | Gianni Ferrio       | Bunny Carr                           | Frank Hall            |
| 1966  | Noel Kelehan        | Brendan O'Reilly                     | Frank Hall            |
| 1967  | Noel Kelehan        | Brendan O'Reilly                     | Gay Byrne             |
| 1968  | Noel Kelehan        | Brendan O'Reilly                     | Gay Byrne             |
| 1969  | Noel Kelehan        | Gay Byrne                            | John Skehan           |
| 1970  | Dolf van der Linden | Valerie McGovern                     | John Skehan           |
| 1971  | Noel Kelehan        | Noel Andrews                         | -                     |
| 1972  | Colman Pearce       | Mike Murphy                          | -                     |
| 1973  | Colman Pearce       | Mike Murphy                          | -                     |
| 1974  | Colman Pearce       | Mike Murphy                          | Brendan Balfe         |
| 1975  | Colman Pearce       | Mike Murphy                          | Brendan Balfe         |
| 1976  | Noel Kelehan        | Mike Murphy                          | Brendan Balfe         |
| 1977  | Noel Kelehan        | Mike Murphy                          | Brendan Balfe         |
| 1978  | Noel Kelehan        | Larry Gogan                          | John Skehan           |
| 1979  | Proinnsías Ó Duinn  | Mike Murphy                          | David Heffernan       |
| 1980  | Noel Kelehan        | Larry Gogan                          | David Heffernan       |
| 1981  | Noel Kelehan        | Larry Gogan                          | John Skehan           |
| 1982  | Noel Kelehan        | Larry Gogan                          | John Skehan           |
| 1983  | retrait             | Terry Wogan                          | retrait               |
| 1984  | Noel Kelehan        | Gay Byrne                            | John Skehan           |
| 1985  | Noel Kelehan        | Linda Martin                         | John Skehan           |
| 1986  | Noel Kelehan        | Brendan Balfe                        | John Skehan           |
| 1987  | Noel Kelehan        | Marty Whelan                         | John Skehan           |
| 1988  | Noel Kelehan        | Mike Murphy                          | John Skehan           |
| 1989  | Noel Kelehan        | Ronan Collins & Michelle Rocca       | Eileen Dunne          |
| 1990  | Noel Kelehan        | Jimmy Greeley & Clíona Ní Bhuachalla | Eileen Dunne          |
| 1991  | Noel Kelehan        | Pat Kenny                            | Eileen Dunne          |
| 1992  | Noel Kelehan        | Pat Kenny                            | Eileen Dunne          |
| 1993  | Noel Kelehan        | Pat Kenny                            | Eileen Dunne          |
| 1994  | -                   | Pat Kenny                            | Eileen Dunne          |
| 1995  | Noel Kelehan        | Pat Kenny                            | Eileen Dunne          |
| 1996  | Noel Kelehan        | Pat Kenny                            | Eileen Dunne          |
| 1997  | -                   | Pat Kenny                            | Eileen Dunne          |
| 1998  | Noel Kelehan        | Pat Kenny                            | Eileen Dunne          |
| 1999  | -                   | Pat Kenny                            | Clare McNamara        |
| 2000  | -                   | Marty Whelan                         | Derek Mooney          |
| 2001  | -                   | Marty Whelan                         | Bláthnaid Ní Chofaigh |
| 2002  | -                   | Marty Whelan                         | relégation            |
| 2003  | -                   | Marty Whelan                         | Pamela Flood          |
| 2004  | -                   | Marty Whelan                         | Johnny Logan          |
| 2005  | -                   | Marty Whelan                         | Dana                  |
| 2006  | -                   | Marty Whelan                         | Eimear Quinn          |
| 2007  | -                   | Marty Whelan                         | Linda Martin          |
| 2008  | -                   | Marty Whelan                         | Niamh Kavanagh        |
| 2009  | -                   | Marty Whelan                         | Derek Mooney          |
| 2010  | -                   | Marty Whelan                         | Derek Mooney          |
| 2011  | -                   | Marty Whelan                         | Derek Mooney          |
| 2012  | -                   | Marty Whelan                         | Gráinne Seoige        |
| 2013  | -                   | Marty Whelan                         | Nicky Byrne           |
| 2014  | -                   | Marty Whelan                         | Nicky Byrne           |
| 2015  | -                   | Marty Whelan                         | Nicky Byrne           |
| 2016  | -                   | Marty Whelan                         | Sinéad Kennedy        |
| 2017  | -                   | Marty Whelan                         | Nicky Byrne           |
| 2018  | -                   | Marty Whelan                         | Nicky Byrne           |
| 2019  | -                   | Marty Whelan                         | Sinéad Kennedy        |
| 2021  |                     | Marty Whelan                         | Ryan O'Shaughnessy    |

## Historique de vote
Depuis 1975, l'Irlande a attribué en finale le plus de points à :
| Rang | Pays        | Points |
| ---- | ----------- | ------ |
| 1    | Royaume-Uni | 241    |
| 2    | Suède       | 224    |
| 3    | France      | 169    |
| 4    | Norvège     | 164    |
| 5    | Allemagne   | 154    |
| 6    | Pays-Bas    | 140    |
| 7    | Israël      | 132    |
| 8    | Lituanie    | 131    |
| 9    | Danemark    | 127    |
| 9    | Suisse      | 127    |

Depuis 1975, l'Irlande a reçu en finale le plus de points de la part de :
| Rang | Pays        | Points |
| ---- | ----------- | ------ |
| 1    | Royaume-Uni | 247    |
| 2    | Suède       | 210    |
| 3    | Suisse      | 172    |
| 4    | Autriche    | 159    |
| 5    | Norvège     | 156    |
| 6    | Espagne     | 148    |
| 7    | Allemagne   | 146    |
| 7    | Danemark    | 146    |
| 9    | Belgique    | 140    |
| 10   | Pays-Bas    | 133    |

### 12 Points
Légende
 Vainqueur - l'Irlande a donné 12 points à la chanson victorieuse / l'Irlande a reçu 12 points et a gagné le concours
 2e place - l'Irlande a donné 12 points à la chanson arrivée à la seconde place / l'Irlande a reçu 12 points et est arrivée deuxième
 3e place - l'Irlande a donné 12 points à la chanson arrivée à la troisième place / l'Irlande a reçu 12 points et est arrivée troisième
 Qualifiée - l'Irlande a donné 12 points à une chanson parvenue à se qualifier pour la finale / l'Irlande a reçu 12 points et s'est qualifiée pour la finale
 Non-qualifiée - l'Irlande a donné 12 points à une chanson éliminée durant les demi-finales / l'Irlande a reçu 12 points mais n'est pas parvenue à se qualifier pour la finale
| Année         | Attribués                                                           | Attribués           | Reçus                                                               | Reçus                     |
| Année         | Finale                                                              | Demi-Finale         | Finale                                                              | Demi-Finale               |
| 1975          | France                                                              | Pas de demi-finales | Belgique                                                            | Pas de demi-finales       |
| 1976          | Italie                                                              | Pas de demi-finales | Italie                                                              | Pas de demi-finales       |
| 1977          | Finlande                                                            | Pas de demi-finales | Israël Norvège Royaume-Uni Suède                                    | Pas de demi-finales       |
| 1978          | Belgique                                                            | Pas de demi-finales | Norvège                                                             | Pas de demi-finales       |
| 1979          | Israël                                                              | Pas de demi-finales | Aucun                                                               | Pas de demi-finales       |
| 1980          | Suisse                                                              | Pas de demi-finales | Allemagne Belgique Danemark Grèce Norvège Royaume-Uni Suisse        | Pas de demi-finales       |
| 1981          | Suisse                                                              | Pas de demi-finales | Chypre Danemark                                                     | Pas de demi-finales       |
| 1982          | Allemagne                                                           | Pas de demi-finales | Aucun                                                               | Pas de demi-finales       |
| 1984          | Suède                                                               | Pas de demi-finales | Belgique Italie Suède Suisse                                        | Pas de demi-finales       |
| 1985          | Norvège                                                             | Pas de demi-finales | Italie                                                              | Pas de demi-finales       |
| 1986          | Belgique                                                            | Pas de demi-finales | Autriche Danemark Espagne                                           | Pas de demi-finales       |
| 1987          | Italie                                                              | Pas de demi-finales | Autriche Belgique Finlande Italie Pays-Bas Royaume-Uni Suède Suisse | Pas de demi-finales       |
| 1988          | Luxembourg                                                          | Pas de demi-finales | Espagne                                                             | Pas de demi-finales       |
| 1989          | Yougoslavie                                                         | Pas de demi-finales | Aucun                                                               | Pas de demi-finales       |
| 1990          | Italie                                                              | Pas de demi-finales | Autriche Suède                                                      | Pas de demi-finales       |
| 1991          | Malte                                                               | Pas de demi-finales | Aucun                                                               | Pas de demi-finales       |
| 1992          | Autriche                                                            | Pas de demi-finales | Grèce Malte Turquie                                                 | Pas de demi-finales       |
| 1993          | Pays-Bas                                                            | Pas de demi-finales | Italie Malte Norvège Royaume-Uni Slovénie Suède Suisse              | Pas de demi-finales       |
| 1994          | Hongrie                                                             | Pas de demi-finales | Allemagne Croatie Islande Norvège Pays-Bas Portugal Russie Suisse   | Pas de demi-finales       |
| 1995          | Suède                                                               | Pas de demi-finales | Aucun                                                               | Pas de demi-finales       |
| 1996          | Bosnie-Herzégovine Estonie Pays-Bas Pologne Slovénie Suisse Turquie | Pas de demi-finales |                                                                     | Pas de demi-finales       |
| 1997          | Royaume-Uni                                                         | Pas de demi-finales | Royaume-Uni                                                         | Pas de demi-finales       |
| 1998          | Malte                                                               | Pas de demi-finales | Aucun                                                               | Pas de demi-finales       |
| 1999          | Slovénie                                                            | Pas de demi-finales | Lituanie                                                            | Pas de demi-finales       |
| 2000          | Danemark                                                            | Pas de demi-finales | Aucun                                                               | Pas de demi-finales       |
| 2001          | Danemark                                                            | Pas de demi-finales | Aucun                                                               | Pas de demi-finales       |
| 2003          | Norvège                                                             | Pas de demi-finales | Royaume-Uni                                                         | Pas de demi-finales       |
| 2004          | Suède                                                               | Pays-Bas            | Aucun                                                               | Qualifiée d'office        |
| 2005          | Lettonie                                                            | Danemark            | Non qualifiée                                                       | Royaume-Uni               |
| 2006          | Lituanie                                                            | Lituanie            | Aucun                                                               | Aucun                     |
| 2007          | Lituanie                                                            | Lettonie            | Aucun                                                               | Qualifiée d'office        |
| 2008          | Lettonie                                                            | Pologne             | Non qualifiée                                                       | Aucun                     |
| 2009          | Islande                                                             | Lituanie            | Non qualifiée                                                       | Aucun                     |
| 2010          | Danemark                                                            | Lituanie            | Aucun                                                               | Suisse                    |
| 2011          | Danemark                                                            | Danemark            | Danemark Royaume-Uni Suède                                          | Aucun                     |
| 2012          | Suède                                                               | Roumanie            | Aucun                                                               | Saint-Marin               |
| 2013          | Danemark                                                            | Danemark            | Aucun                                                               | Aucun                     |
| 2014          | Autriche                                                            | Autriche            | Non qualifiée                                                       | Aucun                     |
| 2015          | Lettonie                                                            | Lettonie            | Non qualifiée                                                       | Aucun                     |
| 2016 Jury     | Belgique                                                            | Belgique            | Non qualifiée                                                       | Aucun                     |
| 2016 Télévote | Lituanie                                                            | Lituanie            | Non qualifiée                                                       | Aucun                     |
| 2017 Jury     | Belgique                                                            | Bulgarie            | Non qualifiée                                                       | Aucun                     |
| 2017 Télévote | Roumanie                                                            | Lituanie            | Non qualifiée                                                       | Aucun                     |
| 2018 Jury     | Chypre                                                              | Chypre              | Aucun                                                               | Lituanie                  |
| 2018 Télévote | Lituanie                                                            | Lituanie            | Aucun                                                               | Autriche Belgique Espagne |
| 2019 Jury     | Suède                                                               | Suède               | Non qualifiée                                                       | Aucun                     |
| 2019 Télévote | Norvège                                                             | Lituanie            | Non qualifiée                                                       | Aucun                     |
| 2021 Jury     | France                                                              | Malte               | Non qualifiée                                                       | Aucun                     |
| 2021 Télévote | Lituanie                                                            | Lituanie            | Non qualifiée                                                       | Aucun                     |
| 2022 Jury     | Espagne                                                             | Suède               | Non qualifiée                                                       | Aucun                     |
| 2022 Télévote | Ukraine                                                             | Pologne             | Non qualifiée                                                       | Royaume-Uni               |
| 2023 Jury     | Suède                                                               | Pas de jury         | Non qualifiée                                                       | Aucun                     |
| 2023 Télévote | Finlande                                                            | Finlande            | Non qualifiée                                                       | Aucun                     |
| 2024 Jury     | Suisse                                                              | Pas de jury         | Australie                                                           | Pas de jury               |
| 2024 Télévote | Croatie                                                             | Lituanie            | Aucun                                                               | Aucun                     |